# Schindlers Liste
Schindlers Liste (Originaltitel: Schindler’s List) ist ein US-amerikanischer Spielfilm von 1993, den Steven Spielberg inszeniert und koproduziert hat. Das Drehbuch ist eine Adaption des gleichnamigen Romans von Thomas Keneally, der auf wahren Begebenheiten beruht. Schindlers Liste erzählt als Mischung aus Filmbiografie und Geschichtsfilm vor dem Hintergrund des Holocaust davon, wie der deutsche Unternehmer Oskar Schindler, ein NSDAP-Mitglied, etwa 1100 Juden eigens in seinen Fabriken beschäftigte, um sie vor der Deportation und Ermordung im Vernichtungslager KZ Auschwitz-Birkenau zu bewahren.
Mit einem Einspielergebnis von weltweit über 320 Millionen US-Dollar war der Film kommerziell sehr erfolgreich. Zu den zahlreichen Auszeichnungen und Würdigungen gehörten sieben Oscars und drei Golden Globe Awards. Der Film war ein internationales Medienereignis, das zahlreiche kontroverse Debatten anstieß.
Filmkritiker bezeichneten den Film als Meisterwerk: er sei handwerklich hervorragend umgesetzt, authentisch und emotional mitreißend. Zudem bringe Spielberg damit den Mut auf, sich mit dem sehr ernsten Thema Holocaust auseinanderzusetzen. Besonders in der westlichen Welt, und hier vor allem in Deutschland, sah man in ihm ein geeignetes Mittel zur Aufklärung über den Holocaust. Auch könne damit gesellschaftlichen Problemen wie Holocaustleugnung, Antisemitismus, Rassismus und Neonazismus begegnet werden, so die Meinung der Kritiker. In vielen Ländern wurde der Film deshalb zur politischen Bildung im Schulunterricht eingesetzt. Angeregt durch Schindlers Liste wurde teilweise auch die Behandlung des Holocaust selbst in Bildungspläne aufgenommen.
Neben viel Zuspruch rief der Film aber auch eine Diskussion über die grundsätzliche Darstellbarkeit des Holocaust mit filmischen Mitteln hervor. Kritiker warfen dem Regisseur vor, den Holocaust zu trivialisieren und Juden als unpersönliche und mit antisemitischen Stereotypen versehene Masse darzustellen. Zudem sah sich Spielberg mit Vorwürfen konfrontiert, Kulturimperialismus zu betreiben. In der islamischen Welt wurde der Film teils als zionistische Propaganda abqualifiziert und seine Aufführung in Kinos untersagt.
Dem Werk wird zugeschrieben, die Geschichtsbilder seines Publikums nachhaltig beeinflusst zu haben. Besonders seine zeitgenössische deutsche Rezeption wurde als Ausdruck eines veränderten, offeneren Umgangs mit der nationalsozialistischen Vergangenheit verstanden. Auf die Dreharbeiten folgend, gründete Spielberg die Shoah Foundation, die die Erfahrungen Zehntausender Holocaust-Zeitzeugen in Videointerviews aufzeichnete, um sie nachfolgenden Generationen als Unterrichts- und Ausbildungsmaterial zugänglich zu machen. Anlässlich des 25. Jahrestags der Premiere wurde der Film in den Jahren 2018 und 2019 erneut in Kinos aufgeführt.

## Handlung
In einer Wohnung sprechen Juden den Segensspruch Kiddusch, mit dem der Schabbat eingeleitet wird. Eine Nahaufnahme zeigt die verglimmende Flamme einer Kerze, ehe der bis dahin farbige Film zu Schwarz-Weiß wechselt. Nach Beginn der deutschen Besetzung Polens 1939 erfassen deutsche Beamte im Krakauer Hauptbahnhof die Personalien einer soeben angekommenen Gruppe Juden, welche von den Deutschen wie viele andere Juden aus Krakau und Umgebung zu Tausenden in das Krakauer Ghetto zwangsumgesiedelt werden sollen.
In einem Tanzlokal macht sich der Geschäftsmann Oskar Schindler, ein NSDAP-Mitglied, mit Wehrmachts- und SS-Offizieren bekannt und feiert mit ihnen. Er ist auf ihr Wohlwollen angewiesen, treibt er doch seine Bemühungen voran, eine heruntergekommene, bankrotte Krakauer Emailwarenfabrik zu kaufen. Als Direktor, aber ohne das nötige Eigenkapital, stellt er den jüdischen Buchhalter Itzhak Stern als seinen Geschäftsführer ein und lässt ihn unter dessen Bekannten Geld für den Firmenkauf beschaffen. Schindler lässt ihn zudem jüdische Arbeitskräfte aus dem Ghetto engagieren, die ihn weniger kosten als polnische Arbeiter und zum Arbeiten das Ghetto verlassen dürfen. Den jüdischen Schwarzhändler Poldek Pfefferberg nutzt Schindler, um sich Material und Luxusgüter beschaffen zu lassen. Schindler lässt in der Fabrik Geschirr für deutsche Feldküchen herstellen und positioniert sich damit gegenüber den örtlichen SS-Verantwortlichen als zuverlässiger Partner. Als sein einziges Ziel mit der Fabrik benennt er, Profit zu erwirtschaften.
In Krakau bezieht Schindler eine Wohnung, aus der kurz vorher eine jüdische Familie vertrieben worden ist. Dort ertappt ihn seine Ehefrau Emilie im Beisein einer Geliebten. Da er indes Emilie nicht versprechen will, dass es nicht erneut zu einem solchen Vorfall kommt, lässt er sie wieder abreisen. Danach setzt er die Affäre fort.
Nachdem Stern vergessen hat, seine Arbeitserlaubnis mit sich zu führen, wollen die Besatzer ihn gemeinsam mit zahlreichen anderen Juden per Zug aus der Stadt schaffen. Schindler sorgt in letzter Sekunde dafür, dass Stern den Zug wieder verlassen darf, weil er ihn in der Fabrik benötigt.
SS-Untersturmführer Amon Göth verantwortet im Winter 1942/43 die Errichtung des KZ Plaszow, in das die Bewohner des Krakauer Ghettos umgesiedelt werden sollen. Er bezieht eine Villa oberhalb des Steinbruchs, zu dem das KZ gehört, und wählt unter den jüdischen Häftlingen, die das Lager errichten, die junge Helene Hirsch als Hausmädchen für sein neues Domizil aus. Ab und zu ordnet er willkürlich Erschießungen von jüdischen KZ-Häftlingen an oder führt diese selbst aus.
Das Ghetto wird am 13. März 1943 liquidiert. Als Schindler von einem Hügel oberhalb des Ghettos die Räumung verfolgt, fällt ihm ein kleines Mädchen auf, das allein durch die Straßen irrt und dessen roter Mantel im Film farbig gezeigt wird. Es versteckt sich anschließend im Ghetto – ebenso wie viele andere Bewohner, von denen etliche deshalb erschossen werden.
Nach der Räumung des Ghettos darf Schindler nicht mehr über Stern und seine Fabrikarbeiter verfügen, weshalb die Produktion nun stillsteht. Er wendet sich deshalb persönlich an Göth und erhält von ihm die Erlaubnis, Stern und die Fabrikarbeiter weiter zu beschäftigen. Als Gegenleistung dafür verspricht Schindler ihm, Schmiergelder an ihn und andere SS-Leute und -Institutionen zu zahlen.
Stern bringt mit Schindlers Einverständnis einige KZ-Häftlinge, die kurz vor der Erschießung durch Göth standen, als Arbeitskräfte in die Fabrik oder ermöglicht ihnen die Weiterbeschäftigung. Dadurch verbreitet sich unter den Juden der Ruf von Schindlers Fabrik als einem Zufluchtsort und von Schindler als einem guten Menschen. Das zeigt sich für ihn, als ihn eine Jüdin, die unter deutschem Namen in Freiheit lebt, darum bittet, ihre im KZ inhaftierten Eltern in seinem Unternehmen zu beschäftigen. Besorgt darüber, dass die SS vom neuerworbenen Ruf seiner Fabrik Wind bekommen könnte, empört er sich deswegen gegenüber Stern, veranlasst aber doch die Anstellung der Eltern.
In Göths Villa spricht Schindler insgeheim mit Helene Hirsch, die unter Göths Willkür leidet, und versichert ihr, dass Göth sie schon deshalb nicht erschießen werde, weil er zu sehr auf sie angewiesen sei. Anschließend gibt er ihr zum Trost einen Kuss auf die Stirn. Zudem erklärt er Göth sein Verständnis von Macht, demzufolge man diese besitze, wenn man zwar im Recht sei, jemanden zu töten, es aber nicht unbedingt tue, sondern Gnade walten lasse. Tags darauf verhält sich Göth gegenüber KZ-Häftlingen zunächst gnädig, erschießt aber einen von ihnen dennoch. In seiner Verachtung für die Juden verprügelt er eines Abends Helene Hirsch.
Als Schindler seinen Geburtstag feiert, küsst er zum Dank für ein Geburtstagsgeschenk eine Jüdin, die in seiner Fabrik angestellt ist, und ihre Tochter im Beisein Göths und anderer SS-Offiziere. Indes sind die Juden im KZ Plaszow davon überzeugt, nicht getötet zu werden, weil sie als Arbeitskräfte benötigt würden. Bald danach sortieren jedoch SS-Mediziner im Rahmen einer Selektion kranke und arbeitsuntüchtige Juden aus, um Platz für neue, ungarische Häftlinge zu schaffen. Währenddessen lässt die SS auch viele Kinder aus dem Lager schaffen. Am Bahnhof Krakau-Plaszow zeigt Schindler Mitgefühl für die in Viehwagons gesperrten Häftlinge und versorgt sie mit Wasser, während sein Handeln von Göth und anderen Offiziere zunächst verlacht, dann sprachlos beäugt wird. Wenig später wird Schindler wegen des Verstoßes gegen die Nürnberger Rassegesetze infolge des Küssens einer Jüdin in ein Gefängnis der SS gesperrt. Göth setzt sich erfolgreich bei seinen Vorgesetzten für seine Freilassung ein.
Verwundert bemerkt Schindler an einem sonnigen Tag im April 1944, dass es Asche regnet. Der Grund dafür ist, dass Göth die Leichen Tausender Juden, die im KZ und bei der Ghettoräumung getötet wurden, exhumieren und haufenweise verbrennen lässt. Nahe dem Verbrennungsort erfährt Schindler von Göth als Grund dafür den kürzlich erhaltenen Abzugsbefehl. Erschüttert bemerkt Schindler unter den exhumierten Leichen auch das junge Mädchen im roten Mantel, der hier erneut farbig gezeigt wird.
Auch Stern und die Fabrik-Arbeitskräfte sollen aus dem KZ Plaszow nach Auschwitz gebracht werden. Vorgeblich um die kriegswichtige Produktion sicherstellen zu können, erwirkt Schindler, dass er seine bisherigen Arbeiter behalten und sie, ebenso wie weitere von ihm und Stern ausgewählte Juden, nach Mähren bringen lassen und dort zur Produktion von Panzergranathülsen einsetzen darf. Dafür zahlt Schindler hohe Geldbeträge an Göth. Zu den Juden gehören auch Helene Hirsch und zahlreiche Kinder. Tatsächlich ist es sein Ziel, die Juden vor ihrer Tötung in Auschwitz zu retten. Die Namen aller betreffenden Juden, deren Zahl etwa 1000 beträgt, diktiert er Stern, der sie per Schreibmaschine in einer mehrseitigen Liste erfasst.
Getrennt nach Geschlechtern verlassen die von Schindler ausgewählten Juden in zwei aus Viehwaggons bestehenden Zügen Plaszow. Während Schindler die männlichen Juden in seiner neuen, mit einem KZ-Außenlager verbundenen Fabrik an seinem Heimatort Zwittau-Brünnlitz persönlich willkommen heißt, wird der andere Zug fehlgeleitet und bringt die Jüdinnen direkt ins KZ Auschwitz-Birkenau. Nachdem ihnen dort die Haare kurz geschnitten wurden, sind sie nach einigem Warten in einem Gemeinschaftsduschraum erleichtert, als aus den Duschköpfen Wasser strömt. Durch Bestechung eines SS-Offiziers mit Edelsteinen sowie mit dem Argument, es handele sich um kriegswichtige Arbeitskräfte, erreicht Schindler, dass die Jüdinnen aus dem KZ Auschwitz-Birkenau nach Brünnlitz gebracht werden.
Nachdem Schindler seiner Ehefrau versprochen hat, ihr künftig treu zu sein, kehrt sie in seine Nähe zurück. Als er erfährt, dass die in seiner Fabrik hergestellten Granathülsen allesamt die Qualitätskontrolle nicht bestanden haben, verfügt er den Ankauf korrekter Hülsen, um sie als seine eigenen auszugeben. Funktionstüchtige Granathülsen beabsichtigt er nicht herzustellen. Den Juden erlaubt er, freitags den Schabbat zu feiern. Die Flammen der dabei entzündeten Kerzen sind im Film erneut farbig zu sehen. Binnen sieben Monaten unproduktiven Betriebs und infolge des Einsatzes von Millionen Reichsmark, auch zur Bestechung, schwindet Schindlers Kapital, bis er fast mittellos ist.
Kurz nachdem das Kriegsende im Radio verkündet worden ist, versammelt Schindler die Juden und die deutsche Wachmannschaft in der Fabrik. In einem persönlichen Appell stellt er die Wachsoldaten vor die Wahl, die Juden befehlsgemäß sofort zu erschießen oder es zu unterlassen: sie würden zu ihren eigenen Familien entweder als Mörder, oder als Männer zurückkehren. Die Soldaten entscheiden sich für Letzteres, ehe Schindler gemeinsam mit den Juden zum Gedenken an die vielen Toten ihres Volks drei Schweigeminuten einlegt.
Bald nach Mitternacht verlässt Schindler mit seiner Frau die Fabrik, um vor der herannahenden Roten Armee zu fliehen. Als er sich von Stern und seinen Arbeitern verabschiedet, überreichen diese ihm einen von allen unterzeichneten Schutzbrief, in dem sie seine rettenden Taten dokumentieren. Als Zeichen der Dankbarkeit schenken sie ihm zudem einen aus Zahngold selbstgefertigten Ring, der mit dem eingravierten hebräischen Zitat aus dem Talmud versehen ist: „Wer nur ein einziges Leben rettet, rettet die ganze Welt.“ Vor Stern bedauert Schindler weinend, nicht noch mehr Menschen gerettet zu haben.
Drei Tage später verkündet ein russischer Dragoner den Juden, von der Roten Armee befreit worden zu sein. Anschließend sind die Schindlerjuden beim gemeinsamen Gang über ein Feld zu sehen, anfangs in schwarz-weißem Bild gegen Kriegsende, danach in farbigem Bild zur Zeit der Entstehung des Films. In einer kurzen Sequenz wird – wiederum in Schwarz-Weiß – die Hinrichtung Göths durch den Strang dargestellt; anschließend gibt es per Untertitel einige Informationen zum weiteren Leben Oskar Schindlers. Die letzten Bilder des Films sind Originalaufnahmen an Schindlers Grab in Jerusalem, wo sich während der Dreharbeiten Emilie Schindler, Itzhak Sterns Witwe und die damals noch lebenden „Schindlerjuden“ mit den Filmdarstellern treffen. Sie alle legen nach jüdischer Tradition einen Stein auf Oskar Schindlers Grab nieder, ehe Liam Neeson, der Darsteller des Oskar Schindler, zwei Rosen auf das Grab legt.

## Entstehungsgeschichte

### Idee und Projektierung

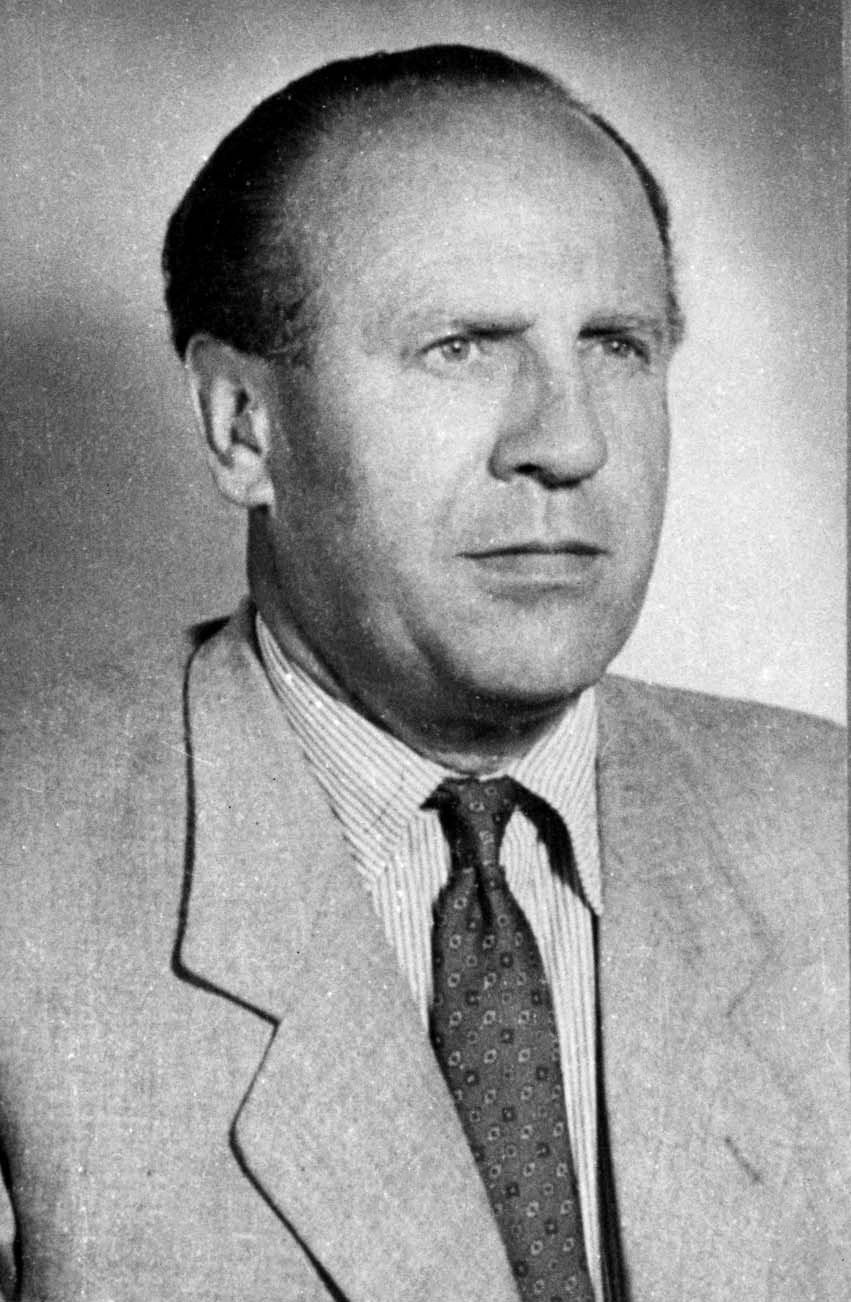
Oskar Schindler

Der Film erzählt die wahre Geschichte des deutschmährischen Unternehmers und NSDAP-Mitglieds Oskar Schindler (1908–1974), der, unterstützt von seiner Frau Emilie, während des Zweiten Weltkrieges über 1200 Juden eigens in seinen Fabriken beschäftigte, um sie vor der Ermordung in den NS-Vernichtungslagern zu bewahren. Ihre Namen waren dazu in einer Liste erfasst worden. Einige der Geretteten berichteten ab den späten 1940er Jahren in Presseartikeln über Schindlers Einsatz. Um die Begebenheiten einem breiteren Publikum zugänglich zu machen, engagierte sich der in die USA emigrierte Schindlerjude Leopold Pfefferberg für eine Verfilmung des Stoffes. Mit Schindlers Einverständnis regte er im Jahr 1950/51 eine solche bei dem österreichisch-amerikanischen Regisseur Fritz Lang an, der sich auch interessiert zeigte. Ein entsprechendes Filmprojekt kam jedoch nicht zustande. In den Folgejahren verhandelte auch Schindler selbst – allerdings erfolglos – über die Rechte an der Verwertung seiner Geschichte, unter anderem mit Walt Disney.
1963/64 kam Pfefferberg mit Martin Gosch in Kontakt, einem Drehbuchautor mit Verbindungen zum Filmstudio Metro-Goldwyn-Mayer (MGM). Gosch erwarb für sich und MGM von Schindler die Rechte zur Verfilmung und sammelte anschließend Material für das Drehbuch, das bis Mitte 1965 fast fertiggestellt war. Für die Hauptrolle des geplanten Films war Richard Burton vorgesehen. Allerdings kam es auch diesmal nicht zur Verfilmung, im Oktober 1965 verkündete MGM die Einstellung des Projektes (siehe Hauptartikel: Until The Last Hour).

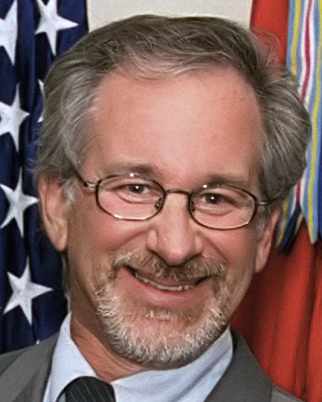
Regisseur und Koproduzent Steven Spielberg

1980 begegnete Pfefferberg zufällig dem australischen Schriftsteller Thomas Keneally, den er überzeugte, über Schindlers Geschichte einen Roman zu schreiben. Der Autor interviewte mehr als 80 Schindlerjuden und verarbeitete deren Aussagen in einem halbdokumentarischen Werk, das 1982 unter dem Titel Schindlers Liste erschien. Kurz vor dessen Fertigstellung ließ Keneally mehreren Hollywood-Filmstudios eine Vorabfassung des Buchs zukommen. Eine Kinoverfilmung lehnten viele aber wegen des Umfangs ab. Sidney Sheinberg, Leiter des Filmstudios Universal Pictures, machte schließlich den Regisseur Steven Spielberg auf den Roman aufmerksam. Spielberg war von der Geschichte fasziniert, insbesondere vom ambivalenten Charakter Schindlers als einem Nazi, der Juden rettet. Universal erwarb daraufhin noch 1982 die Rechte zur Verfilmung des Buches, der Preis betrug 500.000 US-Dollar. Weil Spielberg zu der Zeit ausschließlich über Erfahrungen mit Unterhaltungsfilmen verfügte, fühlte er sich dem schwierigen Thema des Romans noch nicht gewachsen und sah zunächst von einer Verfilmung ab. Auf die Frage Pfefferbergs, wann er mit der Verfilmung des Buches beginnen wolle, antwortete Spielberg im Jahr 1983: „In zehn Jahren, von jetzt an“.
Zwischenzeitlich drehte der südafrikanische Filmemacher Jon Blair den britischen Fernseh-Dokumentarfilm Schindler, der auf dem Roman basiert. Er erschien 1983 und enthält ebenfalls Interviews mit Schindlerjuden. Die Zustimmung für den Film hatte Blair erst mit Spielbergs Unterstützung erhalten, der den Rechteinhaber Universal überzeugen konnte.
Auf Betreiben Spielbergs wurde später der Oscar-prämierte Drehbuchautor Kurt Luedtke zur filmischen Aufbereitung des Romans engagiert. Dieser zog sich jedoch nach mehr als drei Jahren zurück, weil er sich nach eigener Aussage nicht genügend von Spielberg unterstützt sah. Spielberg versuchte danach in den mittleren 1980er Jahren, die Verfilmung von Keneallys Buch an andere Regisseure abzugeben, darunter Sydney Pollack und Roman Polański. 1988 übergab Spielberg dem Regisseur Martin Scorsese die Aufgabe, die Verfilmung zu inszenieren, und erklärte sich als Gegenleistung dafür dazu bereit, sie selbst zu produzieren. Nachdem Steven Zaillian für Scorsese ein neues Drehbuch verfasst hatte, zog Spielberg kurzerhand die Regie an sich und übergab Scorsese stattdessen die Regie für den Thriller Kap der Angst.
Die endgültige Entscheidung zum Dreh des Films traf Spielberg während seines ersten Besuches in Krakau 1992. Mit ausschlaggebend dafür sei seine einstige Scham gewesen, selbst ein Jude zu sein. Den Film betrachte er als „Entschuldigung für die […] feigen Versuche“, seit seiner Kindheit seine jüdische Abstammung vor anderen zu verbergen, so Spielberg in einem Interview. Zuvor hatte unter anderem der Regisseur Billy Wilder Spielberg zu diesem Schritt ermutigt. Auch war es Spielberg nach eigener Aussage wichtig, ein Zeichen gegen damals aufkommende ethnische Säuberungen in Bosnien und dem Irak zu setzen.
Weil Universal Pictures die kommerziellen Erfolgsaussichten als gering einstufte, sollte die Produktion als Low-Budget-Film erfolgen. Zudem sollte Spielberg zuvor den Film Jurassic Park drehen. Universal stellte sich aus vermarktungstechnischen Gründen zunächst auch gegen Spielbergs Vorhaben, das Werk als Schwarzweißfilm erscheinen zu lassen, gab jedoch später dem Drängen des Regisseurs nach.

### Vorproduktion
Neben seiner Tätigkeit als Regisseur beteiligte sich Spielberg auch als Koproduzent. Weitere Koproduzenten waren Gerald R. Molen und der kroatische Holocaust-Überlebende Branko Lustig, der seine Erfahrungen aus dem KZ Auschwitz-Birkenau in die Produktion einbrachte. Als Kameramann engagierte Spielberg den jungen polnischen Emigranten Janusz Kamiński. Das Budget betrug 22 Millionen US-Dollar.
Während Keneallys Roman aus der Perspektive der Schindlerjuden verfasst ist, erzählt Zaillians Drehbuch die Geschichte aus der Sicht von Oskar Schindler. Zaillian verzichtete zugunsten der von ihm stärker betonten Figur des jüdischen Buchhalters Itzhak Stern auf etliche Details und Figuren aus dem Roman. Spielbergs Recherchen geschuldet, kamen noch bis nach Drehbeginn umfangreiche Änderungen und Ergänzungen am Drehbuch hinzu, dessen Umfang so von anfänglich 130 auf 190 Seiten anwuchs. Neben Keneallys Roman war auch Blairs Dokumentarfilm wichtig für Spielbergs Film, denn die britischen Schauspieler nutzten ihn zur Vorbereitung auf ihre Rollen.

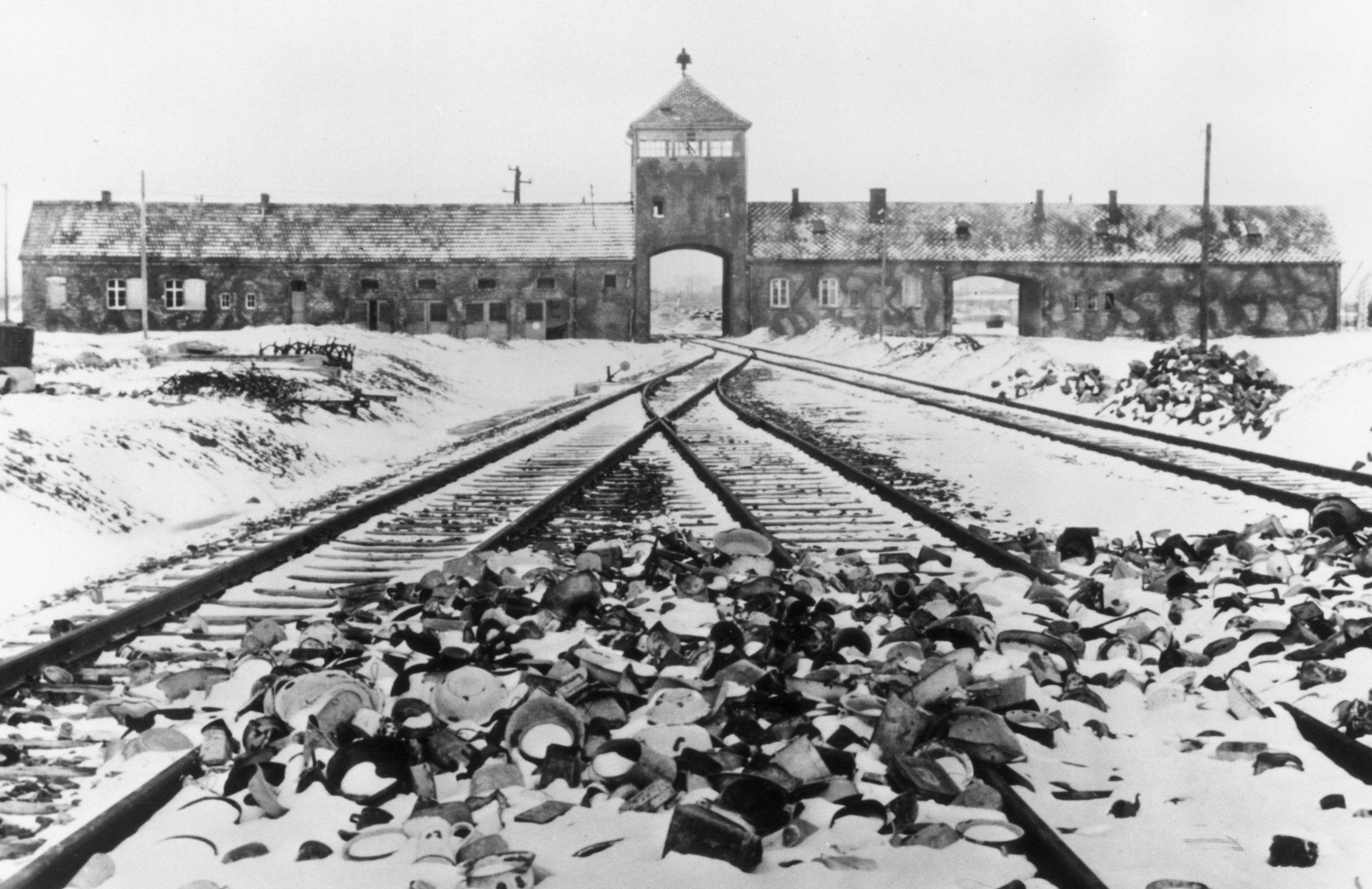
Foto vom Torhaus Auschwitz-Birkenau

Während der Vorproduktion hatte Spielberg die behördliche Genehmigung zum Drehen einiger Szenen auf dem Gelände des KZ Auschwitz-Birkenau erhalten. Der Jüdische Weltkongress protestierte dagegen jedoch bei der polnischen Botschaft in den USA und äußerte die Befürchtung, dass der Sterbeort von über einer Million Juden durch die unbeschränkten Aktivitäten eines kommerziellen Filmteams entweiht werden würde. Später schloss sich auch der Internationale Rat des Staatlichen Museums Auschwitz-Birkenau den Protesten an. Nach einem Treffen mit Spielberg im Februar 1993 verwarf der Regisseur daraufhin seinen Plan, auf dem KZ-Gelände filmen zu wollen. Stattdessen wurden außerhalb des Geländes, nahe dem Zufahrtsgleis zum KZ Auschwitz-Birkenau die zu filmenden Baracken errichtet.
Entgegen den Plänen des Filmstudios Universal, den Film auf Farbmaterial zu drehen und für seine Veröffentlichung anschließend schwarz-weiß zu färben, wurde der Film zu großen Teilen direkt auf Schwarz-weiß-Filmmaterial aufgenommen, um die Stimmigkeit mit Dokumentarfilmen und Bildern aus der Zeit des Zweiten Weltkrieges zu gewährleisten. Allerdings brachte das Filmen im Schwarz-weiß-Verfahren besondere Anforderungen an die Kostümierung der Darsteller mit sich. So war es beispielsweise nötig, auf weiße und fleischfarbene Kleidung zu verzichten, ohne dabei Abstriche bei der historischen Authentizität zu machen. Für die circa 7.000 Statisten standen etwa 18.000 Kostüme bereit. Farbige Szenen des Films sind nachträglich eingefärbt worden, darunter das mit dem „Red Genia“ (Deutsch etwa: „Rote Genia“) genannten rot gewandeten Mädchen.
Die finale Rede Oskar Schindlers vor seinen Fabrikarbeitern beruht auf Aufzeichnungen, die von einem Schindlerjuden überliefert sind.
Der Abspann enthält auch eine Würdigung für „Steve Ross“. Dabei handelt es sich um den kurz vor Beginn der Dreharbeiten verstorbenen Medienmanager Steven Ross, der Spielberg als Inspirationsquelle für die Charakterisierung Oskar Schindlers diente. Dazu führte Spielberg Hauptdarsteller Neeson einige Videos mit Ross vor, dessen Persönlichkeit und Ausdruckskraft er als sehr ähnlich zu der des realen Oskar Schindlers empfand.

### Besetzung und deutsche Synchronfassung

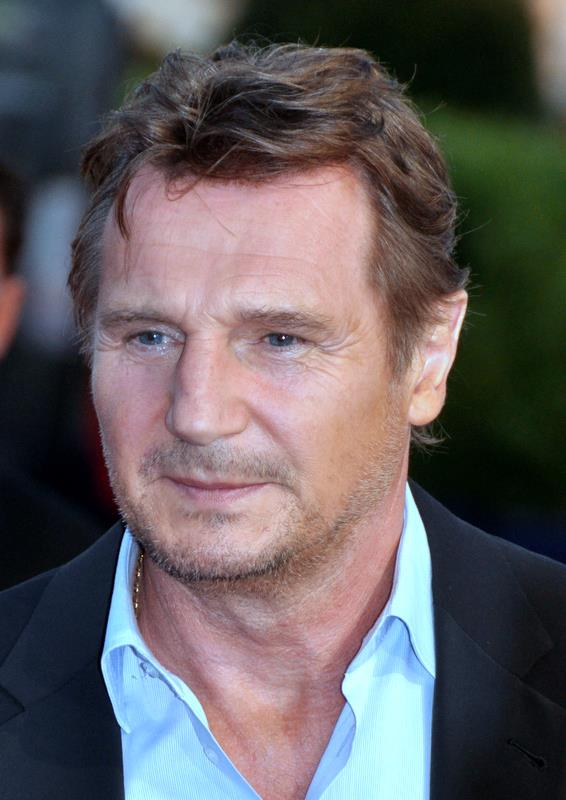
Liam Neeson, Darsteller des Oskar Schindler

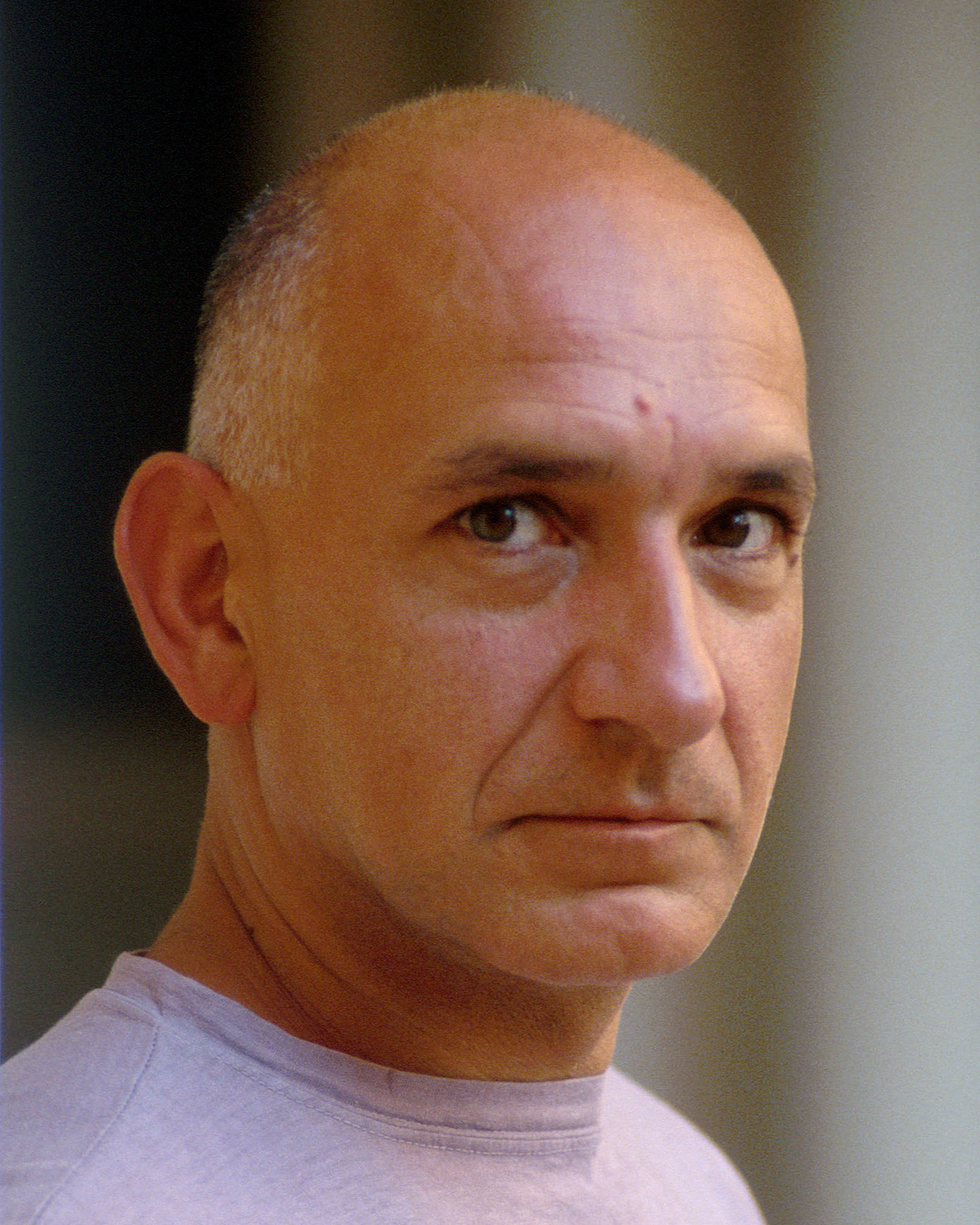
Ben Kingsley, Darsteller des Itzhak Stern

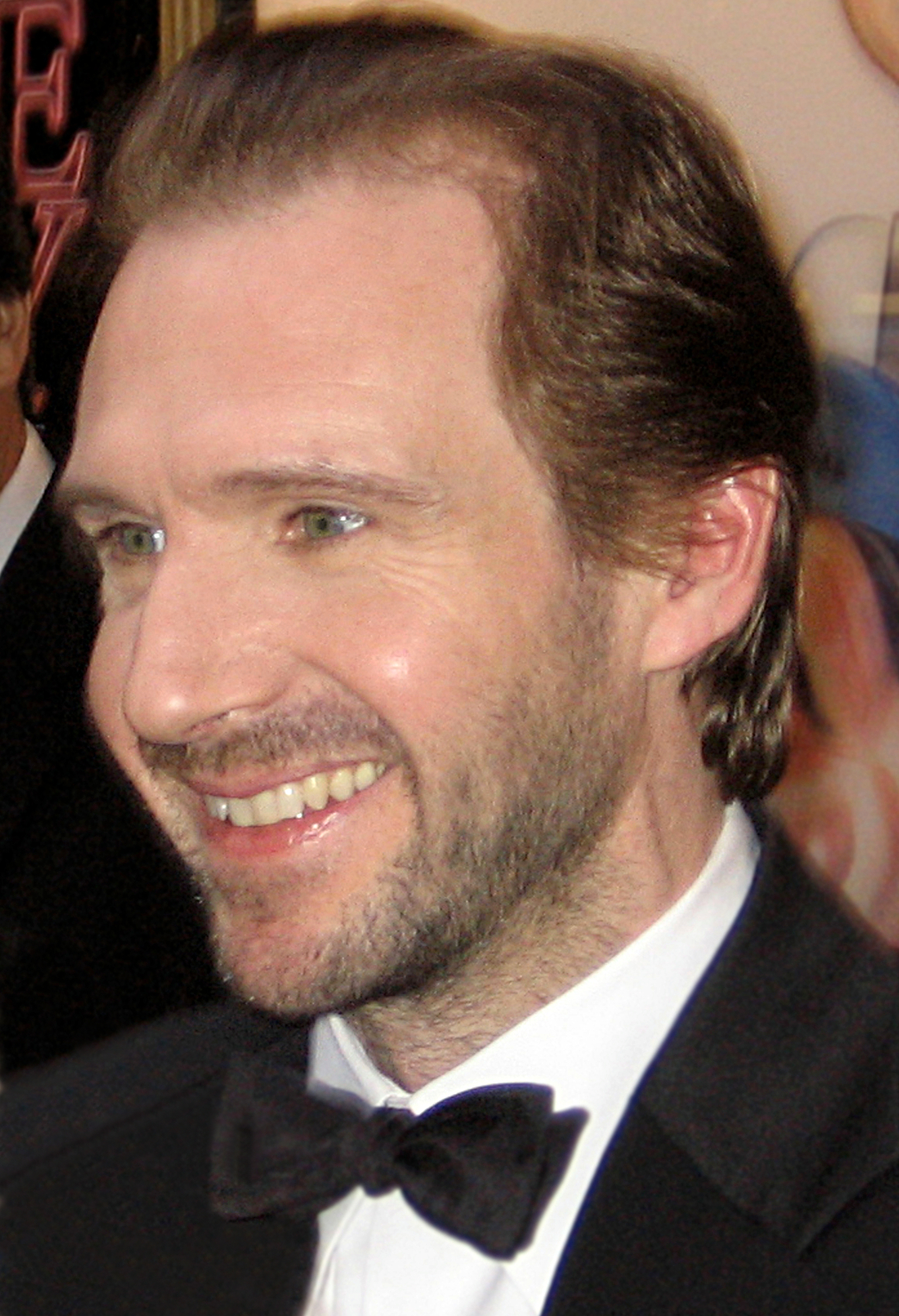
Ralph Fiennes, Darsteller des Amon Göth

Spielberg beabsichtigte, die Hauptrolle des Oskar Schindler nicht mit einem Star zu besetzen, um die Figur nicht durch die Berühmtheit des Schauspielers in den Schatten zu stellen. Im Gespräch für die Rolle waren neben den amerikanischen Schauspielern Mel Gibson und Kevin Costner auch die polnischen Darsteller Piotr Fronczewski und Andrzej Seweryn. In die engere Wahl kam neben Seweryn auch der Ire Liam Neeson, der bis dahin schon in einigen Filmen zu sehen gewesen war, aber nicht als Star galt. Für Neeson als Hauptdarsteller entschied sich Spielberg, nachdem er ihn bei einer Aufführung des Theaterstücks Anna Christie im Broadway verfolgt hatte. Ehe der Engländer Ralph Fiennes die Rolle des Amon Göth erhielt, hatte Spielberg sie erfolglos auch dem Deutschen Götz George angeboten.
Insgesamt gibt es 126 Sprechrollen in dem Film. Die wichtigsten jüdischen von ihnen besetzte Spielberg mit israelischen Schauspielern, darunter viele Kinder von Holocaust-Überlebenden; andere gingen an katholische Polen aus Krakau und Umgebung. Die Statisten wurden zwecks Authentizität in Polen engagiert.
Die deutsche Synchronfassung entstand bei der Berliner Synchron nach einem Dialogbuch von Erik Paulsen und unter der Dialogregie von Osman Ragheb. Ragheb war schon zuvor bei den Dreharbeiten als Sprach- und Dialekttrainer engagiert und hatte als solcher etwa dabei geholfen, dass amerikanische Schauspieler auf Englisch mit einem europäischen statt amerikanischen Akzent sprechen.
| Darsteller           | Rollenname                                          | Synchronsprecher     |
| -------------------- | --------------------------------------------------- | -------------------- |
| Liam Neeson          | Oskar Schindler                                     | Helmut Gauß          |
| Ben Kingsley         | Itzhak Stern                                        | Peter Matić          |
| Ralph Fiennes        | Amon Göth                                           | Peter Faerber        |
| Geno Lechner         | Ruth Irene Kalder alias Majola                      | Andreschka Großmann  |
| Caroline Goodall     | Emilie Schindler                                    | Rita Engelmann       |
| Jonathan Sagall      | Poldek Pfefferberg                                  | Michael Pan          |
| Embeth Davidtz       | Helene Hirsch                                       | Maud Ackermann       |
| Małgorzata Gebel     | Victoria Klonowska                                  | N. N.                |
| Shmulik Levy         | Wilek Chilowicz                                     | Frank-Otto Schenk    |
| Mark Ivanir          | Marcel Goldberg                                     | Ziad Ragheb          |
| Andrzej Seweryn      | Julian Scherner                                     | Robert Dietl         |
| Friedrich von Thun   | Rolf Czurda                                         | Friedrich von Thun   |
| Krzysztof Luft       | Hermann Toffel                                      | Elmar Gutmann        |
| Harry Nehring        | Leo John                                            | K. Dieter Klebsch    |
| Norbert Weisser      | Albert Hujar                                        | N. N.                |
| Adi Nitzan           | Mila Pfefferberg                                    | Arianne Borbach      |
| Michael Schneider    | Juda Dresner                                        | Osman Ragheb         |
| Miri Fabian          | Chaja Dresner                                       | Barbara Adolph       |
| Anna Mucha           | Danka Dresner                                       | Manja Doering        |
| August Schmölzer     | Dieter Reeder                                       | Reinhard Scheunemann |
| Hans-Michael Rehberg | Rudolf Höß                                          | Hans-Michael Rehberg |
| Jochen Nickel        | Wilhelm Kunde                                       | Jochen Nickel        |
| Elina Löwensohn      | Diana Reiter                                        | Franziska Pigulla    |
| Bettina Kupfer       | Regina Perlman                                      | Bettina Kupfer       |
| Aldona Grochal       | Frau Nussbaum                                       | Constanze Harpen     |
| Michael Gordon       | Herr Nussbaum                                       | N. N.                |
| Henryk Bista         | Herr Löwenstein                                     | Gerry Wolff          |
| Ludger Pistor        | Josef Leipold                                       | Ludger Pistor        |
| Hans-Jörg Assmann    | Julius Madritsch                                    | Werner Ehrlicher     |
| Oliwia Dąbrowska     | Gittel Chill / Rote Genia (Mädchen im roten Mantel) | (keine Sprechrolle)  |
| Grzegorz Kwas        | Mietek Pemper                                       | N. N.                |
| Albert Misak         | Mordecai Wulkan                                     | N. N.                |
| Joachim Paul Assböck | Klaus Tauber                                        | Sven Hasper          |
| Uri Avrahami         | Chaim Nowak                                         | Wilfried Herbst      |
| Jacek Wójcicki       | Henry Rosner                                        | Gerald Schaale       |

### Dreharbeiten
Die Dreharbeiten begannen am 1. März 1993, umfassten 75 Drehtage und dauerten bis Ende Mai 1993. Sie wurden durch eine Crew aus Mitarbeitern hauptsächlich aus Polen realisiert, aber auch von solchen aus England, Kroatien, Österreich, Deutschland, Kanada, Israel und den Vereinigten Staaten, darunter vielen US-Amerikanern mit polnischer Herkunft. Für die Dreharbeiten standen über 148 Sets und 34 Schauplätze in und um Krakau zur Verfügung. Während der Dreharbeiten wirkte Spielberg von Krakau aus auch am Schnitt des von ihm inszenierten Dinosaurier-Films Jurassic Park mit.

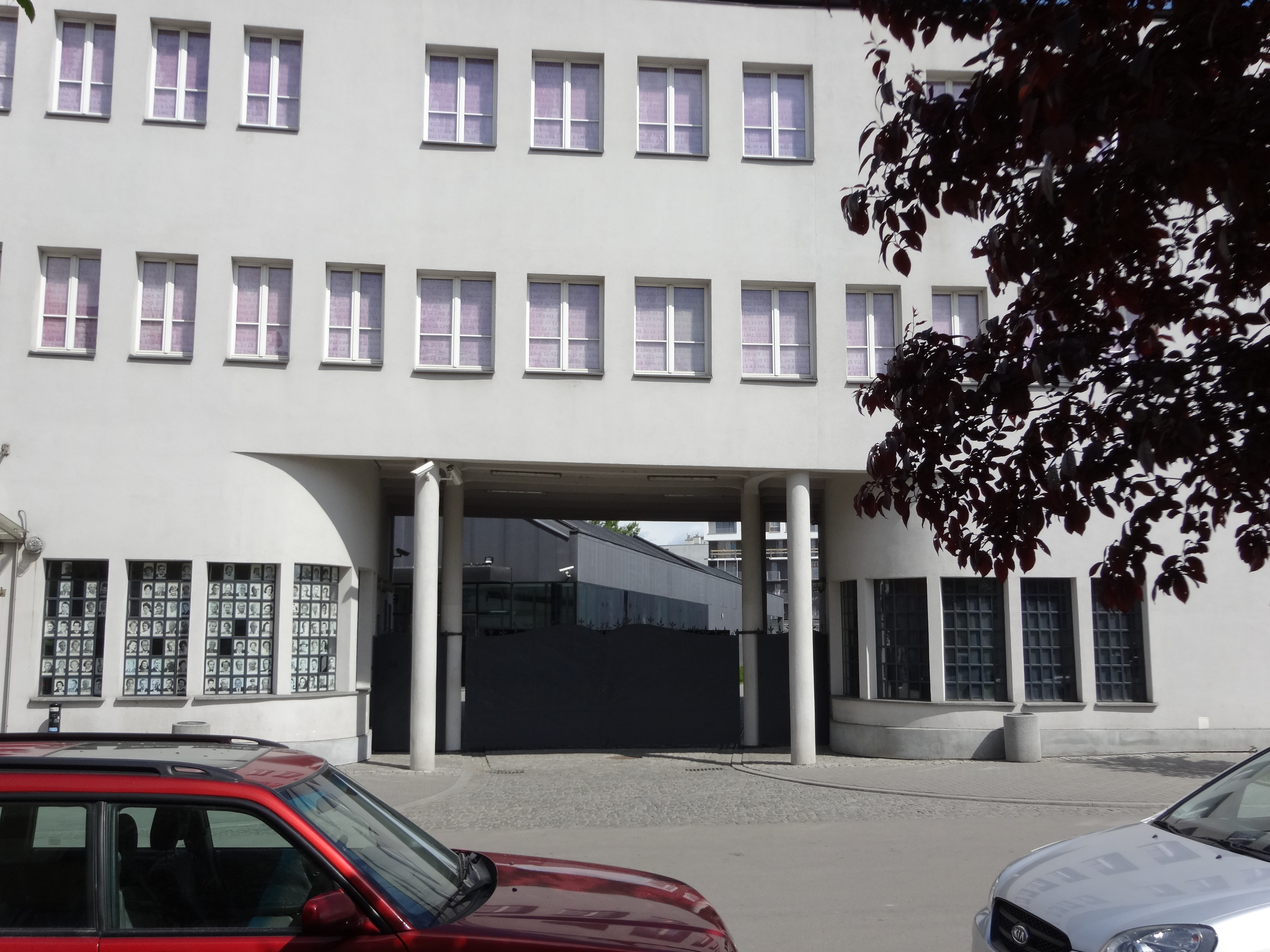
Das Gebäude von Oskar Schindlers Fabrik in der Krakauer Lipowa-Straße 4 im Jahr 2014

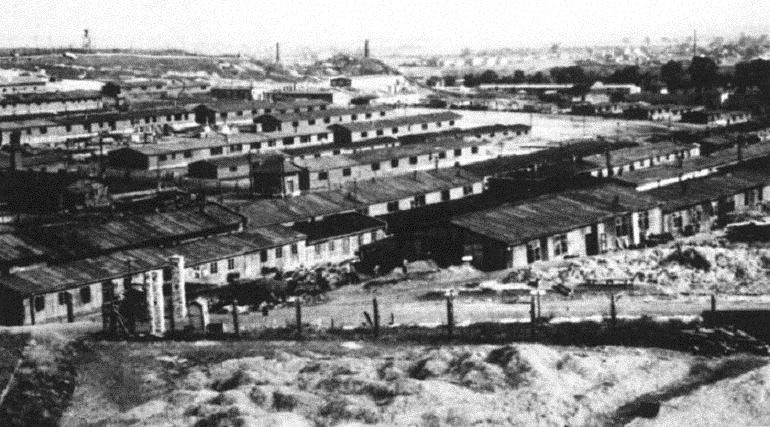
Das ursprüngliche KZ Plaszow, welches für die Dreharbeiten nachgebaut wurde

Die Dreharbeiten fanden überwiegend an Originalschauplätzen statt. In Krakau wurde hauptsächlich in den Stadtteilen Podgórze, dem Schauplatz des Krakauer Ghettos, und Kazimierz, dem alten jüdischen Viertel, gefilmt. Um zu vermeiden, dass Krakaus moderne Silhouette im Bild erscheint, wurde nicht am realen Standort des KZ Plaszow gefilmt. Dafür wurde das Konzentrationslager auf dem nahen Gelände eines Steinbruchs in Płaszów nachgebaut. Die Rekonstruktion war eine der Aufgaben der von Lew Rywin geführten polnischen Filmproduktionsgesellschaft Heritage Films und kostete 600.000 US-Dollar. Sie basierte auf den Plänen des originalen Lagers und bestand aus 34 Baracken, sieben Wachtürmen und der mit jüdischen Grabsteinen gepflasterten Anfahrtsstraße. Auch die von Amon Göth okkupierte, oberhalb des Steinbruchs gelegene Villa wurde für die Dreharbeiten nachgebaut. Die Außen- und Büroaufnahmen, die bei Oskar Schindlers Emaillewarenfabrik in Krakau spielen, wurde am Originalschauplatz gedreht, die anderen Innenaufnahmen jenes Schauplatzes in einer Emaillewarenfabrik in Olkusz. Als Drehort für den Schauplatz Brünnlitz diente die Kleinstadt Niepołomice.
Um eine möglichst direkte, realistische und dokumentarische Wirkung zu erzielen, verzichtete Spielberg beim Filmen einerseits auf den Einsatz von Kamerakränen und Dollys. Andererseits forcierte er, dass ein Großteil des Films per Handkamera gedreht wurde, der Anteil betrug letztlich circa 40 Prozent. Kameramann Kaminski ließ sich für seine Arbeit an dem Film, besonders beim Einsatz von Licht und Schatten, wesentlich durch die Aufnahmen des US-Fotografen Roman Vishniac inspirieren, der in den 1920er und 1930er Jahren jüdische Siedlungen in Osteuropa abgebildet hatte.
Die finale Szene wurde auf dem Jerusalemer katholischen Friedhof gedreht, auf dem sich, an den Hängen des Berges Zion gelegen, Oskar Schindlers Grab befindet. Die Entscheidung für diesen Drehort hatte Spielberg erst während der Dreharbeiten in Krakau gefällt. Für den Dreh lud Spielberg über 300 Schindlerjuden aus der ganzen Welt ein. Jeder von ihnen erhielt dafür 22 US-Dollar, die gesammelt an Emilie Schindler gespendet wurden.

### Postproduktion
Die ursprüngliche Schnittfassung war für Universal mit fast vier Stunden zu lang, sodass der Film gekürzt wurde. Zu den entfernten Szenen gehören die Lieferung eines Güterwaggons voller gefrorener Leichname nach Brünnlitz und eine Partie Siebzehn und Vier zwischen Schindler und Göth, mit der sie um Göths Hausmädchen Helene Hirsch spielen.
Mit der Komposition der Filmmusik betraute Spielberg den mehrfach oscarprämierten US-amerikanischen Komponisten John Williams, mit dem er bei vorherigen Filmen schon einige Male kooperiert hatte. Williams lehnte Spielbergs Anfrage zunächst ab, da er diese Aufgabe als zu herausfordernd empfand. Nach Spielbergs Hinweis, dass die Komponisten, die besser dafür geeignet seien, bereits tot seien, ließ sich Williams aber überzeugen. Das Hauptthema des Films spielte der jüdische Geiger Itzhak Perlman ein, den Rest überwiegend das Boston Symphony Orchestra.

### Restaurierung
Anlässlich des 100-jährigen Bestehens der Universal Studios gehörte Schindlers Liste 2012 zu 13 Filmen, die durch das Unternehmen restauriert wurden. Unter Spielbergs Aufsicht wurde der Film, ausgehend von den Original-Negativen, neu abgetastet, sodass er danach in einer Auflösung von 4K vorlag. Auf deren Basis wurde eine Farbkorrektur vorgenommen und unerwünschte Bildartefakte entfernt. An der Restaurierung des Films arbeiteten über fünf Monate hinweg zwischen 20 und 30 Personen. Schließlich entstanden neue 35-mm-Filmkopien, ein neues 35-mm-Negativ und ein neues Digital Cinema Package.

## Veröffentlichung

### Kinoauswertung 1993/94

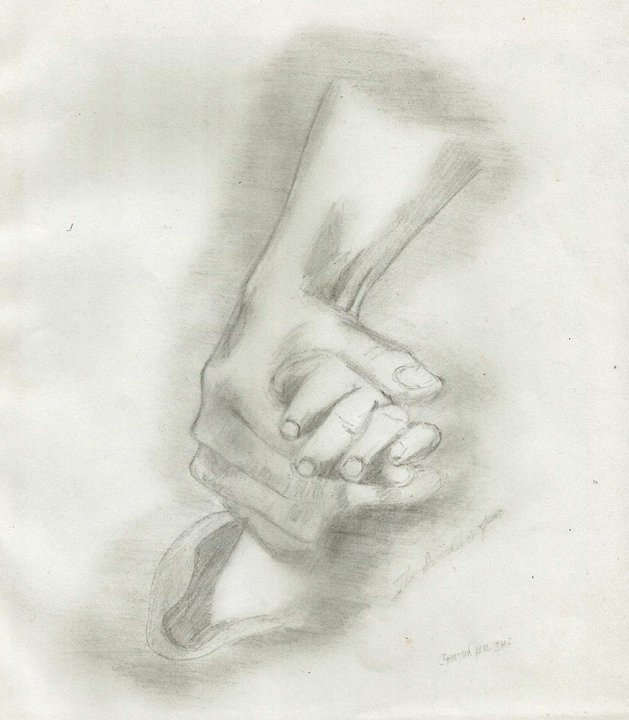
Nachzeichnung des ursprünglichen Filmplakat-Motivs. Es zeigt eine rechte Hand, die die linke Hand des Mädchens im roten Mantel hält.

Ehe der Film in den Kinos anlief, hatte es in den USA, Israel und europäischen Ländern nichtöffentliche Auftaktvorstellungen gegeben, an der nicht nur der Regisseur, sondern auch, ähnlich einem Staatsakt, Staatsoberhaupt oder Regierungschef teilnahmen. Universal wählte für den Film zunächst eine Veröffentlichungsstrategie mit minimierten Marketing-Ausgaben und zeigte ihn bei seinem Kinostart in den Vereinigten Staaten am 15. Dezember 1993 nur in 25 Lichtspielhäusern. Infolge der überaus positiven Reaktionen ließ das Studio den Film in den Folgemonaten in einer steigenden Anzahl von Kinos vorführen, etwa 100 im Januar 1994 und circa 1250 im März 1994. Mit einem R-Rating versehen, war der Besuch des Films Jugendlichen unter 17 Jahren wegen Darstellungen von Sexualität und Gewalt nur in Begleitung Erwachsener empfohlen.
In Kanada war der Film ab 25. Dezember 1993 zu sehen, in Australien, Japan und dem Vereinigten Königreich ab Februar 1994. In einer Vielzahl von Ländern startete er im März 1994 in den Kinos, so auch in den deutschen (ab 3. März), schweizerischen und österreichischen (jeweils ab 4. März) sowie in den israelischen, polnischen, französischen, anderen europäischen und lateinamerikanischen Kinos.
In Deutschland erhielt der Film von der FSK eine Jugendfreigabe ab 12 Jahren. Dort brachte der Verleih United International Pictures (UIP) den Film zunächst mit 45 Kopien in die Kinos. Zeitungen äußerten als möglichen Grund für diese verhältnismäßig geringe Zahl die Angst vor rechten und antisemitischen Protesten; UIP wies in dem Zusammenhang auf mögliche Folgen von Applaus bei Erschießungsszenen hin. Mit Blick auf die neuen Bundesländer, für die es anfangs nur 13 Filmkopien gab, sprachen Medien von einer Unterversorgung. UIP erklärte die geringe Anzahl an Kopien auch damit, dass das Kopieren von schwarz-weiß gedrehtem Material deutlich mehr Zeit beanspruche als von Farbmaterial, und versprach, sie zu steigern. Letztlich wurde der Film in mindestens 500 deutschen Kinos gezeigt.
In den mehrheitlich muslimischen Ländern Indonesien, Dubai, Ägypten, Jordanien, Malaysia und dem Libanon wurde die Aufführung des Films staatlicherseits verboten. Begründet wurde dies primär mit Gewalt- und Nacktszenen und einer mutmaßlich prozionistischen Haltung des Films (siehe Hauptabschnitt: Islamische Welt). In Syrien, Saudi-Arabien, Pakistan, Indien und dem Irak hatte der Verleih keine Absicht, den Film aufzuführen. Auf den Philippinen hob Präsident Fidel Ramos die anfängliche Entscheidung der Zensurbehörde auf, den Film nur unter Schnittauflagen für Sex- und Nacktszenen freizugeben. Auch in Thailand wurde der Film erst nach einigem Zögern zur Aufführung freigegeben.
Bei der Erstaufführung spielte der Film weltweit etwa 321 Millionen US-Dollar ein. Davon entfielen etwa 96 Millionen US-Dollar auf die Vereinigten Staaten und von den restlichen 70 Prozent 38,5 Millionen US-Dollar auf Deutschland, 5,7 Millionen US-Dollar auf die Schweiz und 3,6 Millionen US-Dollar auf Österreich. In seinem Ursprungsland hatte der Film etwa 25 Millionen Kinobesucher, in Deutschland ungefähr 6,2 Millionen, darunter viele junge Menschen und Schüler.
| Staat                  | Kinostart     | Einspiel- ergebnis | Besucher- zahl | Alterseinstufung                                 |
| ---------------------- | ------------- | ------------------ | -------------- | ------------------------------------------------ |
| Vereinigte Staaten     | 15. Dez. 1993 | 96,1 Mio. US-$     | 25 Mio.        | R, d. h. ab 17 J. empfohlen (MPAA)               |
| Kanada                 | 25. Dez. 1993 | 0?                 |                |                                                  |
| Australien             | 10. Feb. 1994 | 07,0 Mio. US-$     |                |                                                  |
| Vereinigtes Königreich | 18. Feb. 1994 | 21,2 Mio. US-$     |                | ab 15 J. freigegeben (BBFC)                      |
| Japan                  | 26. Feb. 1994 | 32,8 Mio. US-$     |                |                                                  |
| Frankreich             | 2. März 1994  | 17,2 Mio. US-$     | 2,6 Mio.       | Avertissement, d. h. nicht eingestuft (CCŒC)     |
| Deutschland            | 3. März 1994  | 38,5 Mio. US-$     | 6,2 Mio.       | ab 12 J. freigegeben (FSK)                       |
| Schweiz                | 4. März 1994  | 05,7 Mio. US-$     |                | ab 12 J. zugelassen, ab 14 J. empfohlen (SK JiF) |
| Österreich             | 4. März 1994  | 03,6 Mio. US-$     |                |                                                  |
| Polen                  | 4. März 1994  | 01,8 Mio. US-$     |                |                                                  |
| Israel                 | 4. März 1994  | 02,2 Mio. US-$     |                |                                                  |
| Italien                | 11. März 1994 | 16,8 Mio. US-$     |                |                                                  |
| Tschechien, Slowakei   | 11. März 1994 | 00,1 Mio. US-$     |                |                                                  |
| Russland               | ?             | 0?                 | 0,23 Mio.      |                                                  |

### Fernsehausstrahlungen
| Land                   | Datum         | Sender    | Reichweite | Marktanteil |
| ---------------------- | ------------- | --------- | ---------- | ----------- |
| Vereinigte Staaten     | 23. Feb. 1997 | NBC       | 65 Mio.    |             |
| Deutschland            | 28. März 1997 | ProSieben | 6,7 Mio.   |             |
| Italien                | 5. Mai 1997   | Rai Uno   | 12,3 Mio.  | 50,8 %      |
| Vereinigtes Königreich | Oktober 1997  |           | > 7 Mio.   |             |
| Israel                 | 23. Apr. 1998 | Kanal 2   |            | 48,8 %      |

Am 23. Februar 1997 wurde der Film in den Vereinigten Staaten erstmals im Fernsehen ausgestrahlt. Für die Ausstrahlung um 19:30 Uhr war er unter Beteiligung des Regisseurs besonders bei Sexszenen für den Jugendschutz um wenige Sekunden gekürzt worden. Das Network NBC zeigte ihn ohne Werbeunterbrechungen und kam damit Forderungen Spielbergs nach, den Film besonders zu behandeln. Als Sponsor der Ausstrahlung fungierte der Autohersteller Ford, von dem direkt vor Beginn und nach Ende des Films ein 60-sekündiger Werbespot zu sehen war.
In Deutschland sendete den Film erstmals der Privatsender ProSieben am Karfreitag 1997 im Hauptabendprogramm. Dabei wurde er einmal unterbrochen durch eine Nachrichtensendung, die zwei Werbeblöcke umschlossen, und gesponsert durch die Rewe-Handelsgruppe. Bei späteren Ausstrahlungen im deutschen und österreichischen Fernsehen, unter anderem bei den Sendern der ProSiebenSat.1-Gruppe und der RTL-Gruppe, wurde der Film auch ohne Werbeunterbrechung, mit Abspann und ohne eingeblendetes Senderlogo gezeigt.
In Italien und Israel wurde der Film jeweils am Jom haScho’a erstausgestrahlt, dem israelischen Nationalfeiertag zum Gedenken an die Shoah-Opfer und die jüdischen Widerstandskämpfer. Wie auch bei den Erstausstrahlungen in anderen Ländern, darunter Deutschland, wurde die italienische Erstsendung des Films von thematisch verwandten Sendungen flankiert, d. h. zusammen etwa mit Dokumentarfilmen über den Holocaust gezeigt. Der italienische Sender Rai Uno machte den Tag der Erstausstrahlung sogar zu einem entsprechenden Thementag, dem ersten mit diesem Thema in der italienischen Fernsehgeschichte.
In mehreren Ländern erreichten die Erstausstrahlungen außergewöhnlich hohe Einschaltquoten und stellten dabei teils Rekorde auf. In den Vereinigten Staaten sahen den Film circa 65 Millionen Menschen, wodurch er – von Sportübertragungen abgesehen – zur bis dahin meistgesehenen Sendung innerhalb der US-Fernsehsaison 1996/97 wurde. In Italien erreichte er einen der höchsten Marktanteile seit 1987, in Israel den höchsten Marktanteil im ersten Jahrzehnt seit Bestehen des Kanals 2.

### Heimkino
| Format                 | USA           | Dtl.          |
| ---------------------- | ------------- | ------------- |
| VHS                    | 17. Aug. 1994 | 18. Jan. 1995 |
| LaserDisc              | 21. Sep. 1994 | 1994          |
| DVD                    | 9. März 2004  | 2. Apr. 2004  |
| Blu-ray                | 5. März 2013  | 11. Apr. 2013 |
| Blu-ray (25. Jubiläum) | 18. Dez. 2018 | 28. März 2019 |
| Ultra HD Blu-ray       | 18. Dez. 2018 | 28. März 2019 |

Der Film erschien in allen gängigen Heimkino-Videoformaten, so auch bei Video-on-Demand-Anbietern. Die deutsche Fassung brachte der Verleih CIC Video am 18. Januar 1995 als Kaufvideokassette in den Handel. Im Jahr 2004 erschien der Film auf DVD, 2013 auf Blu-ray – und damit in Full-HD-Bildauflösung – in der restaurierten Fassung; die US-Ausgabe und manche deutschsprachigen Ausgaben dieser Veröffentlichung sind im Titel unter das 20-jährige Jubiläum des Films gestellt.
Im Anschluss an die Kino-Wiederaufführung des Films erschien der Film im Dezember 2018 (USA) bzw. März 2019 (Deutschland) abermals auf Blu-ray sowie erstmals – in Ultra-HD-Bildauflösung und mit Dolby-Atmos-Raumklang – auf Ultra HD Blu-ray. In der deutschen Ausgabe dieser Edition ist der Film zudem erstmals barrierefrei mit deutscher Audiodeskription enthalten.
In Rezensionen wurden Bild- und Tonqualität sowie Ausstattung der DVD-, Blu-ray- und UHD-Blu-ray-Ausgaben meist als sehr gut, teils als herausragend beurteilt. Teil der Ausstattung waren teilweise auch ein Booklet, ein Poster, eine Soundtrack-CD oder Dokumentarfilme. Zu letzteren gehört der erstmals auf DVD erschienene Film Voices from the List, in dem sich Holocaust-Überlebende zu Ereignissen aus dem Film äußern. Die UHD-Blu-ray- und Blu-ray-Ausgaben von 2018 enthalten als Zugabe erstmals Schindler’s List: 25 Years Later, die Aufzeichnung einer Podiumsdiskussion zwischen der Filmkritikerin Janet Maslin, dem Regisseur und Hauptdarstellern über die Entstehungsgeschichte des Films.

### Soundtrack
Der aus 14 Musiktiteln bestehende Soundtrack zum Film erschien am 16. Dezember 1993 bei MCA Records auf Musikkassette und Audio-CD. Anlässlich der Wiederaufführung des Films zu dessen 25-jährigem Jubiläum veröffentlichte das Label La-La Land Records am 27. November 2018 eine um sechs Titel erweiterte Edition des Soundtracks, die auf 4.000 Exemplare limitiert ist.

### Kino-Wiederaufführung 2018/19
Anlässlich seines 25-jährigen Erstaufführungsjubiläums erschien der Film in einer gegenüber der ursprünglichen Kinofassung digital überarbeiteten, aber inhaltlich unveränderten Version erneut in den Kinos. In den USA und Kanada lief er am 7. Dezember 2018 an, in Deutschland, Österreich und der Schweiz ab dem 27. Januar 2019, dem Internationalen Holocaust-Gedenktag und dem deutschen Tag des Gedenkens an die Opfer des Nationalsozialismus. Das Einspielergebnis der Wiederaufführung betrug in den USA etwa 833.000 US-$ und in Deutschland circa 184.000 Euro.

## Öffentliche Reaktionen, Kritik und pädagogische Auseinandersetzung

### International

#### Einführung und Überblick
Der Film rief im Zuge seines Erscheinens 1993/94 weltweit ein mediales Echo hervor, dessen Ausmaß Beobachter als bis dahin so gut wie beispiellos beschrieben. Auch Jahre später wurden Umfang und Vielfalt der Reaktionen, die es auf den Film gab, als immens und herausragend eingeschätzt.
Als der Film Ende 1993 in den Vereinigten Staaten anlief, war Spielberg bereits der kommerziell erfolgreichste Regisseur der Welt. Seine bis dato 15 Filme, darunter hauptsächlich Unterhaltungsfilme wie Der weiße Hai und E.T. – Der Außerirdische, hatten über vier Milliarden US-Dollar eingespielt; und sein wenige Monate vor Schindlers Liste erschienener Film Jurassic Park war der Film mit dem weltweit höchsten Einspielergebnis aller Zeiten. Spielberg galt damit als ein Vertreter der Kulturindustrie par excellence. Angesichts dessen hatten sich viele Kritiker schon vor dem Erscheinen von Schindlers Liste skeptisch darüber geäußert, ob es ihm gelingen würde, dem Ernst des Themas Holocaust gerecht zu werden.
In der westlichen Welt wurde der Film von Journalisten, Wissenschaftlern und Politikern als ein Mittel verstanden, mit dem sich Wissen über den Holocaust vermitteln und Lehren aus selbigem ziehen lassen; als ein Mittel gegen Leugnung und Ignoranz des Holocaust und zur Bekämpfung zeitgenössischer Probleme wie Antisemitismus, Rassismus und Neonazismus. In seiner Dankesrede bei der Oscarverleihung im März 1994 rief Spielberg weltweit zu mehr Bewusstsein und Geschichtswissen bezüglich des Holocaust auf und forderte: „Bitte unterrichten Sie das in Ihren Schulen!“ So geschah es dann auch und mitunterstützt von der Politik fand der Film ab 1994 in den USA, Deutschland, Österreich und anderen Ländern breiten Einsatz im Schulunterricht. Nicht nur im Rahmen der Kino-Erstveröffentlichung wurde dem Film eine aufklärerische Wirkung zugeschrieben, auch und gerade im Zuge seiner Kino-Wiederveröffentlichung, bei der der Film als „Geschichte von Mut, den die Welt heute mehr als je zuvor braucht“ beworben wurde, war das eine dominierende Reaktion in medialen Beiträgen.
Ausgelöst durch das Erscheinen des Films, stellten die Medien der Öffentlichkeit auch die historische Person Oskar Schindler vor. In zahlreichen Beiträgen thematisierten sie sein Wirken zur Rettung der Juden während des Zweiten Weltkrieges und sein Nachkriegsleben. Darüber hinaus rückten die Medien Menschen in den Mittelpunkt, die während des Holocaust ähnlich wie Schindler ebenfalls an der Rettung von Juden beteiligt waren, so zum Beispiel den Japaner Chiune Sugihara. Schindler wurde so zu einer Symbolfigur für Menschen, die sich während der Naziherrschaft für die Rettung von Juden eingesetzt hatten. Ausgelöst durch das gesteigerte Interesse an Schindler beziehungsweise das Erscheinen des Films, erschien der Dokumentarfilm Schindler in den USA und in Deutschland 1994. Ebenfalls durch den Film wurde Keneallys Romanvorlage in Deutschland erst 1994 zu einem Bestseller, nachdem sie bis dahin mit einem Absatz von 5.000 Stück nur auf geringes Interesse gestoßen war.
Häufig wird in der Rezeption des Films auf frühere filmische Werke verwiesen, die den Holocaust thematisieren. Zu ihnen gehört vor allem die vierteilige US-Fernsehserie Holocaust – Die Geschichte der Familie Weiss (1978), die die fiktive Geschichte einer jüdischen Arztfamilie aus Berlin zur Zeit des Nationalsozialismus erzählt. Im Zuge ihrer deutschen Erstausstrahlung 1979 kam es in Westdeutschland zu einer breiten Debatte, da sie den Holocaust in der Öffentlichkeit präsent machte, die ihn bis dahin in vielen Aspekten verleugnet hatte. Von dem französischen Regisseur Claude Lanzmann stammt der neunstündige Dokumentarfilm Shoah. 1985 erschienen, erzählt er vorwiegend anhand von langen Interviews mit Zeitzeugen von der systematischen Vernichtung der Juden durch die Nationalsozialisten und verzichtet dabei gänzlich auf historisches Filmmaterial.

#### Darstellbarkeit des Holocaust
An dem Film wurde die Frage kontrovers diskutiert, ob der Holocaust mit künstlerischen bzw. filmischen Mitteln überhaupt darstellbar sei. Eine bestimmende und vielzitierte Stimme unter den Darstellbarkeitsgegnern war Claude Lanzmann, dessen Kritik erstmals am 3. März 1994 in der französischen Zeitung Le Monde und wenig später auch in anderen Sprachen und Ländern erschien, darunter Deutsch übersetzt in der FAZ und im Standard. Es sei, so Lanzmann, seine „tiefste Überzeugung“, dass jede Darstellung verboten sei und dass die Fiktion grundsätzlich eine Übertretung der Grenze zu dem Maß an Gräueln sei, das den Holocaust umgebe. Dieser sei darin einzigartig, dass er sich mit einem „Flammenkreis“ umgebe, einer Grenze, die nicht überschritten werden dürfe, „weil ein bestimmtes, absolutes Maß an Greueln nicht übertragbar“ sei; wer sie dennoch überschreite, mache „sich der schlimmsten Übertretung schuldig.“ Vor diesem Hintergrund trivialisiere der Film den Holocaust ebenso wie es die Holocaust-Fernsehserie getan habe. Als Beispiel für das grundsätzliche „Problem des Bildes, das ganze Problem der Darstellung“, nannte er die SS-Offiziere, die Schindler für sich einzuspannen versucht und die beim Abendessen mit ihm „doch gar nicht unsympathisch“ erschienen. Lanzmann verstand den Film als Gegenentwurf zu seinem Dokumentarfilm Shoah und auch deshalb als inakzeptabel: Er habe geglaubt, dass „bestimmte Dinge nach Shoah nicht mehr machbar wären. Nun, Spielberg hat sie gemacht.“
Ähnlich eindeutig wie Lanzmann äußerte sich der US-amerikanische Historiker Raul Hilberg. Im französischen Wochenmagazin Globe Hebdo schrieb er, es gebe „nur einen Claude Lanzmann, nur einen Shoah“, und man könne nichts „besseres oder mehr davon“ machen. Der Wunsch, die Auslöschung der Juden als eine Fiktion zu behandeln, sei unmöglich, so Hilberg. Für den israelischen Historiker Tom Segev stand in der Haaretz fest, dass der Holocaust keine „dramatischen Injektionen oder emotionale Manipulation“ benötige.
Widerspruch zu Lanzmanns Haltung gab es zum Beispiel von Siegfried Kohlhammer. Im Merkur hielt er es für falsch, „wenn im Namen des Todes ein Film über das Überleben, wenn im Namen des Absoluten die Bilder des Schreckens“ als, wie es Lanzmann formulierte, „die schlimmste Übertretung“ verurteilt würden. Gegen Lanzmanns Auffassung, dass der Holocaust kein Ende habe, seien vor dem Hintergrund, dass sich in dem Film die Menschen für ihr Überleben interessierten, Bilder und Geschichten über „das schmutzige persönliche Leben und Überleben“ zu verteidigen. Dass der Film „uns“ die Schrecken des Holocaust ebenso eindringlich gezeigt habe wie die Werte, in deren Namen „wir“ ihn verurteilten, sei „nicht schlecht oder sinnlos“.
Zahlreiche weitere Autoren widersprachen den Darstellbarkeitsgegnern beziehungsweise befürworteten die Darstellbarkeit des Holocaust. Der israelische Historiker Yehuda Bauer zum Beispiel nannte Segevs diesbezügliche „ideologische Plattform“ in der Haaretz „völliger Unsinn“, die von Spielberg gewählten Codes zum Umgang mit dem Holocaust seien „adäquat für den Umgang mit dem Teufel“. Der niederländische Filmemacher Ludi Boeken meinte in der Zeitung Libération, niemand besitze „das Urheberrecht über die Erinnerung“. Weitere, ähnliche Meinungen äußerten Autoren unter anderem in der taz, der Weltwoche, der ZEIT und im Spiegel.
Hochumstritten ist die Szene, in der aus den Duschen im Vernichtungslager Auschwitz, unter denen die nackten Jüdinnen in Todesangst und Panik stehen, tatsächlich Wasser statt tödliches Gas strömt. Leon Wieseltier zum Beispiel kritisierte im US-Magazin The New Republic, sie sei ein „sadistischer Trick“ und beispielhaft für das Fehlen jeder Demut vor dem Thema des Films. Urs Jenny widersprach im Spiegel und meinte, dass es „keine Frage von Geschmack oder Diskretion“ sei, so etwas in einem Spielfilm zu zeigen, sondern „von Mut und Kunst.“

#### Weitere wichtige Aspekte der Kritik
Von vielen Kritikern wurde der Film für seine handwerkliche Umsetzung gelobt. Roger Ebert etwa hielt den Film in der Chicago Sun-Times für „brillant gespielt, geschrieben, inszeniert und anzusehen“, einzelne Szenen seien „Meisterstücke der künstlerischen Leitung, Kameraführung, Spezialeffekte, Steuerung großer Menschenmengen.“ Viele Kritiker hoben anerkennend hervor, dass Spielberg den Protagonisten Oskar Schindler in dem Film nicht weniger ambivalent gemacht habe, als er in Keneallys Roman erscheine beziehungsweise als historisch überliefert; dass er keine finale Erklärung dafür biete, warum Schindler sich von einem opportunistischen Kriegsgewinnler zu einem Retter der Juden gewandelt habe.
Als inkorrekt wurde kritisiert, dass mit Schindler ein erfolgreicher Nazi als positiv, d. h. als ein „guter Deutscher“, dargestellt werde. Zum Beispiel nannte die Kritikerin Diana J. Schemo das in der New York Times „das Besondere bereitwillig annehmen und es Geschichte zu nennen“. Ähnlich die Meinungen von Raul Hilberg, Claude Lanzmann und des ungarischen Auschwitz-Überlebenden und Literaturnobelpreisträgers Imre Kertész. Er kritisierte in einem Interview in einer Beilage des Standard 2009, dass es sich wegen des Ausgangspunktes des Films, des positiven Denkens und des Erzählens der Geschichte aus dem Blickwinkel eines Siegers um den „schlimmste[n] Film von allen“ handele. Ausgangspunkt eines KZ-Filmes könne „nur der Verlust sein, die Niederlage der europäischen Kulturzivilisation.“
Vielfach kritisierte der französisch-schweizerische Regisseur Jean-Luc Godard Schindlers Liste beziehungsweise Spielbergs Wirken im Zusammenhang mit dem Holocaust. Er tat dies unter anderem 1995 durch Verweigerung eines Preises der New Yorker Filmkritikervereinigung für sein Lebenswerk als Kritiker, aber auch mit seinem international aufgeführten Spielfilm Auf die Liebe (Éloge de l’amour, 2001). Eine detaillierte Analyse der Kritik ergab, dass der Film Godards Haupteinwand zufolge eine moralisch aufrichtende Betrachtung der Shoah bilde und dabei eine ernste Auseinandersetzung mit dem historischen Ereignis verhindere.
Besonders jüdische und israelische Kritiker bemängelten die Rolle der Juden in dem Film. Diese würden als unpersönliche Masse ohne individuelle Eigenarten dargestellt. Zum Beispiel kritisierte die Auschwitz-Überlebende Cordelia Edvardson den Film im Svenska Dagbladet deshalb als verletzend und kaum berührend. Der Meinung waren nicht alle Kritiker. Der Filmkritiker Ralf Schenk etwa empfand den Film im Neuen Deutschland gerade deshalb als so überzeugend, weil es dem Regisseur immer wieder gelinge, „aus der Masse das Individuum herauszuholen, das Schicksal des jüdischen Volkes mit dem jedes einzelnen seiner Vertreter zu verknüpfen“. Das zeige sich unter anderem an der jüdischen Krankenschwester, die ihren Patienten vor der Erstürmung des Ghetto-Krankenhauses Gift verabreicht. Micha Brumlik widersprach in der taz der Kritik, dass der Film Juden nur als Opfer zeige, mit dem Argument, dass sie während des Holocaust an der jüdischen Bevölkerung Polens historisch – und nicht filmisch – bedingt nicht als wesentliche Akteure auftreten konnten.
Bei anderen Holocaust-Überlebenden stieß der Film aber auch auf großen Zuspruch. Für Ruth Klüger beispielshalber war er im Deutschen Allgemeinen Sonntagsblatt „das filmisch eindrucksvollste Werk zur jüdischen Katastrophe“, und er zeichne sich durch Dynamik, Lebensfülle, Spannung und Identifikationsangebote aus. Manche Kritiker, auch diejenigen, die sich hauptsächlich positiv über den Film äußerten, störten sich am Filmende. Sie empfanden es als zu sentimental, rührselig und pathetisch, Ralf Schenk etwa bezeichnete es wegen des Bildes der Schindlerjuden, die sich in einer leinwandfüllenden Kette und auf dem Weg ins Gelobte Land auf den Zuschauer zubewegen, als „überhöhtes Resümee“.

#### Impulsgeber für Holocaust-Zeitzeugnisse
Spielberg hatte früh bekanntgegeben, bei dem Film auf Werbeeinnahmen zu verzichten und alle Gewinne daraus in gemeinnützige, auf den Holocaust bezogene Projekte zu investieren. Zu diesem Zweck, und weil er unwillens war, „Blutgeld“ zu behalten, gründete er 1994 die Righteous Persons Foundation, in die er seinen Anteil an den Einnahmen aus dem Film steckte. Einer Nennung von 2014 zufolge wandte die Stiftung seitdem mehr als 100 Millionen US-Dollar zur Förderung der Erinnerungsarbeit am Holocaust und der jüdischen Kunst und Kultur auf.
Während der Dreharbeiten, aber auch danach, hatten Holocaust-Überlebende Spielberg persönlich gebeten, nach Oskar Schindlers Geschichte auch ihre eigenen Erfahrungen der Öffentlichkeit zugänglich zu machen. Daraus entstand die Idee zum Aufbau eines Archivs aus Videoaufnahmen, in denen die Überlebenden über ihre Erinnerungen an die Zeit des Holocausts sprechen und die der Nachwelt erhalten bleiben. Dafür gründete Spielberg 1994 mit den anderen Produzenten des Films die Survivors of the Shoah Visual History Foundation. Er bezuschusste ihr anfängliches Budget von 60 Millionen US-Dollar unter Verwendung der Righteous Persons Foundation mit etwa 6 Millionen US-Dollar aus seinen Einnahmen an dem Film. In ihren ersten fünf Jahren nahm die Shoah Foundation über 50.000 Interviews mit Holocaust-Überlebenden und -Zeitzeugen aus weiten Teilen der Welt auf. Die Videos wurden im neu gegründeten Visual History Archive zugänglich gemacht, das innerhalb kurzer Zeit zum weltweit größten Oral-History-Archiv wurde und die allgemeine Wahrnehmung bezüglich der Holocaust-Überlebenden maßgeblich prägte. Ferner trat die Stiftung auch als Produktionsgesellschaft für Dokumentarfilme in Erscheinung, die auf jüdische Überlebende zentriert sind, darunter der Oscar-prämierte Film Die letzten Tage (1998).
Untersuchungen der Oral-History-Aufnahmen von der Shoah Foundation und dem Washingtoner Holocaust-Gedenkmuseum ergaben, dass der Film das einzige popkulturelle Produkt ist, das in nennenswertem Umfang in den Aufnahmen erwähnt wird, und ein bedeutender Ausgangspunkt zur Diskussion über die Veränderungen der Erinnerungskultur an den Holocaust.
Der Film versetzte Schindlerjuden in die Lage, ihre Perspektive auch in anderen Formen als im Rahmen von Oral-History-Aufnahmen zu vermitteln. Zum Beispiel gaben manche von ihnen, darunter Laura Hillman und Mietek Pemper, ihre Memoiren heraus. Stella Müller-Madejs Buch Das Mädchen von der Schindler-Liste wurde erst durch Spielbergs Besuch in Polen im Zuge des Films 1994 von einem polnischen Verlag publiziert, der das Jahre zuvor aus wirtschaftlichen Gründen noch abgelehnt hatte. Interviews mit mehr als 40 Schindlerjuden erschienen in Elinor J. Brechers Buch Ich stand auf Schindlers Liste (1994, auf Englisch: Schindler’s Legacy). Die Polin Roma Ligocka identifizierte sich mit dem rot gekleideten Mädchen in dem Film und verarbeitete ihre im Krakauer Ghetto verbrachte Kindheit in dem Buch Das Mädchen im roten Mantel (2000).
Zudem wurde der Film für Holocaust-Überlebende zum Türöffner an Schulen und Universitäten, in denen sie mit jungen Menschen in Kontakt treten konnten. In Großbritannien zum Beispiel entstand infolge des Films das erste strukturierte Programm, das Überlebende direkt in Klassenzimmer brachte.

### Vereinigte Staaten

#### Reaktionen von Kritikern und Politikern
Der Film erschien in den USA zu einem Zeitpunkt, an dem es 22 Prozent der Teilnehmer einer Umfrage unter US-Amerikanern für möglich hielten, dass die Vernichtung der Juden durch die Nationalsozialisten nie stattgefunden habe, und in dem mehr als 50 Prozent der High-School-Schüler die Bedeutung des Wortes „Holocaust“ nicht kannten. US-Kritiker ordneten den Film gerade vor diesem Hintergrund ein. Sie bejahten die Frage, ob mit Schindlers Liste ein weiterer Film über den Holocaust benötigt werde, und beurteilten ihn als passendes, dauerhaftes Bollwerk gegen Holocaust-Leugnung und -Ignoranz. Ebenfalls 1993, wenige Monate vor dem Erscheinen des Films, hatte das Holocaust-Museum in Washington, D. C. eröffnet, der Umgang mit dem Holocaust stand auch deswegen unter besonderer Beachtung. Dem Film und dem Museum wurde eine sich gegenseitig fördernde Wirkung zugeschrieben.
Zu den Zuschauern der US-Auftaktvorstellung am 30. November 1993 im Washingtoner Holocaust-Museum gehörte auch US-Präsident Bill Clinton. Danach empfahl er jedem seiner Landsleute, sich den Film anzusehen, auch um die amerikanische Öffentlichkeit von militärischen Maßnahmen gegen „ethnische Säuberungen“ in Bosnien zu überzeugen. Die Moderatorin Oprah Winfrey bekannte in ihrer Talkshow, durch das Anschauen des Films zu einem besseren Menschen geworden zu sein, und der Direktor der Anti-Defamation League sprach sich dort für den Film als Mittel gegen Hass aus.
In seinem Ursprungsland erhielt Schindlers Liste bei seiner Erstveröffentlichung mehrheitlich positive Kritiken, die vor allem zum US-Kinostart Mitte Dezember 1993 erschienen. Die Kritiker der Leitmedien äußerten sich teils euphorisch. Im Magazin The New Yorker etwa pries Terrence Rafferty den Film als den „bei weitem besten, voll dramatischen (d. h. nichtdokumentarischen) Film, der je über den Holocaust gemacht wurde.“ Wenige amerikanische Filme seit der Stummfilmzeit hätten „annähernd Mut, visuelle Verwegenheit und emotionale Direktheit“ wie dieser Film gehabt.
Viele Kritiker lobten nicht nur die Darstellung des Itzhak Stern durch Ben Kingsley, sondern auch, dass sich Sterns Beziehung mit Schindler im Laufe der Zeit weiterentwickele. Der Kritiker John Hartl von der Seattle Times etwa betrachtete Stern als Stellvertreter für die Zuschauer, die sich auch bedroht fühlten, wenn Sterns Leben in Gefahr sei; Stern sei die Person, die dem anhaltenden, unüberschaubaren Desaster einen Sinn abzugewinnen versuche. Andere Kritiker hingegen waren mit Sterns Charakterisierung nicht einverstanden. Ilene Rosenzweig von der jüdischen Zeitschrift The Forward zum Beispiel hob im Zusammenhang mit der unpersönlichen Darstellung der Juden als Masse Stern als den „König der jüdischen Feiglinge“ hervor.
Nicht einverstanden mit der Auffassung, dass Schindler in dem Film nicht weniger ambivalent als in Keneallys Roman erscheine, war der Autor Philip Gourevitch. In der Washington Post wie auch der Zeitschrift Commentary kritisierte er, dass Spielbergs Auslassungen in der Charakterisierung des Protagonisten Schindler seine menschliche Komplexität entzögen und mit Nichts ersetzten. Zwar lobte Gourevitch den Film als eindrucksvolle cineastische Leistung, die Spielbergs technische Meisterschaft im Medium Film bestätige. Allerdings wandte er sich auch gegen die Einschätzung von Terrence Rafferty im New Yorker, wonach Spielbergs Leistung als Regisseur ähnlich wunderbar wie Oskar Schindlers Rettungstaten sei. Dieser Impuls, Menschen, die an den Holocaust erinnern, ihrerseits als Helden zu krönen, sei „eine allzu verbreitete Art von zeitgemäßer Schmeichelei“, so Gourevitch.
Die Meinung von Gourevitch gehörte zu einer Reihe von Negativkritiken, deren Autoren sich gegen die vorherigen, einhellig positiven Kritiken wandten. Widerspruch zu den lobenden Stimmen kam auch vom Kritiker Jim Hoberman, der in seiner Polemik, die zuerst in der Village Voice und später auch Deutsch übersetzt in der taz erschien, die rhetorische Frage stellte, ob selbst der Holocaust „spielbergisiert“ werden könne. Ebenfalls als Reaktion auf den breiten Zuspruch zu dem Film erschien in der Village Voice der Abdruck eines Symposiums, in dem James E. Young, Art Spiegelman und sechs weitere Kritiker, Akademiker und Künstler den Film diskutierten und unter anderem die Auffassung äußerten, dass er nicht das letzte Wort über den Holocaust darstelle.
Im New Yorker gab Stephen Schiff im März 1994 die Aussage von Spielberg wieder, wonach er mit dem Film gescheitert wäre, wenn dieser unterhaltsam geworden wäre. Schiff pries im folgenden Absatz allerdings die Unterhaltsamkeit als das „fast unaussprechliche Geheimnis“ des Films, denn seine Großartigkeit rühre teils daher, dass er „schnell und energisch“ bewege, er seine „Geschichte voller Flair und Zufriedenheit“ erzähle, er neben Schmerz auch Katharsis biete und kurzum kein Lehrstück, sondern ein Kunstwerk sei. Da Spielberg mit dem Film das sehr ernste Thema Holocaust bewältigt habe, schrieben Kritiker ihm zu, nun erwachsen geworden zu sein. Für Spielberg, so Schiff im New Yorker weiter, hatte der Film „den Effekt einer riesigen Bar Mitzwa, eines Übergangsritus. Aus Prinz Hal ist Heinrich V. geworden; der Dauphin hat sich zum König gewandelt.“
Im Zuge der US-Fernseherstausstrahlung kam es wegen der Sendezeit und des Jugendschutzes zu einer öffentlichen Kontroverse, in der der konservative republikanische Politiker Tom Coburn NBC kritisierte, weil Kinder den Darstellungen von Nacktheit, Gewalt und Obszönität ausgesetzt seien. Fernsehschaffende und der republikanische Senator Al D’Amato wandten sich gegen Coburns Standpunkt. Die Nacktheit von Holocaust-Opfern im Konzentrationslager gleichzusetzen mit sexuellen Konnotationen, sei „ungeheuerlich und widerwärtig“, so D’Amato.

#### Einsatz als Erziehungsmittel
Bei einer Vorführung des Films vor 69 vorwiegend afroamerikanischen und hispanischen Schülern im Januar 1994 in einem Kino im kalifornischen Oakland brach während einer Szene, in der eine Jüdin erschossen wird, Gelächter und Applaus unter einigen Zuschauern aus. Als daraufhin einige Zuschauer aus Protest den Saal verließen, unterbrach der Kinodirektor die Vorführung und verwies alle Schüler des Kinos. Das Ereignis wurde Thema in den US-Medien, woraufhin sich die Schüler, von ihrer Schule organisiert, für ihr Verhalten entschuldigten. Im Beisein von Kaliforniens Gouverneur Pete Wilson richtete Spielberg an der Schule eine Sondervorführung des Films aus und sprach dabei mit den Schülern über Rassenhass und Intoleranz. Auch mehr als 30 Holocaust-Überlebende meldeten sich, um an der Schule zu sprechen. Das vom Simon Wiesenthal Center betriebene Museum der Toleranz ehrte die Schule mit einem Preis. Schwarze und Moslems protestierten gegen Spielbergs Besuch und beklagten sich darüber, dass Verfolgung und Ermordung von Menschen aus ihren Bevölkerungsgruppen nicht thematisiert werde.
Ähnliche Reaktionen unter Schwarzen rief im Februar 1994 das Engagement von New Jerseys Gouverneurin Christine Whitman hervor, nachdem sie den Film als Teil einer von Spielberg unterstützten Initiative vor College-Studenten hatte vorführen lassen, um damit Rassismus zu bekämpfen und das Verständnis im Konflikt zwischen Schwarzen und Juden zu fördern. Es gibt weitere Beispiele für den Einsatz des Films, um gruppenbezogenen Hass in den Vereinigten Staaten zu thematisieren. Darüber sprach Spielberg auch Mitte 1994 vor einem Kongressausschuss, der sich mit Hasskriminalität befasste.
Spielbergs erklärtes Ziel war es, in der Gesellschaft ein breiteres Bewusstsein für Toleranz zu schaffen, und zwar mit Blick auf die Sklaverei, die indigenen Völker Amerikas und die Einwanderung, sowie für ethnische, religiöse und Gender-Probleme. In einem 1995 erschienenen Interview erklärte er, dass Bildung für ihn ein vorrangiges Ziel seines Films gewesen sei, und, dass der Holocaust in so vielen Lehrbüchern stark unterrepräsentiert sei und Millionen Menschen kaum etwas über ihn wüssten, während andere gar leugneten, dass er stattgefunden habe.
Spielberg sponserte ein landesweites Programm zu Bildung und Unterricht über den Holocaust und über Rassendiskriminierung. Als Auslöser des Programms wurde auch sein Besuch an der Schule in Oakland genannt. Im Rahmen des Programms sorgte er dafür, dass den Film im Frühjahrssemester 1994 in den USA etwa 2 Millionen High-School-Schüler sahen. Dazu kooperierte er mit Universal Pictures und mit Kinobetreibern und Gouverneuren von über 40 US-Bundesstaaten. Die Vorführungen waren für die Schüler kostenlos, wurden auch im Folgesemester fortgesetzt und waren eingebettet in unterrichtsbezogene Diskussionen über den Film. Auf Spielbergs Betreiben hin schuf die Stiftung Facing History and Ourselves ein über 650-seitiges Lehrbuch, das mit Bezug zur historischen Person Oskar Schindlers und den Film Fragen, Kommentare und Erklärungen enthält und an alle Middle Schools und High Schools ging.
Auch der US-Bildungsminister Richard Riley empfahl den Einsatz des Films als Unterrichtsmittel. Einer Umfrage unter Lehrern in Wisconsin und Connecticut 2007 zufolge zeigten über ein Drittel von ihnen den Film regelmäßig ihren Schülern. Ebenfalls als Reaktion auf den Film erklärten Kalifornien, Florida und acht andere Bundesstaaten die Behandlung des Holocaust zu einem Pflichtbestandteil des Unterrichtsfaches Social Studies.

### Deutschland und Österreich
In deutschen Zeitungen und Zeitschriften erschienen über 1.000 Artikel zu dem Film. Zudem war er Thema von Beiträgen in Radio und Fernsehen. Die kontrovers geführte Debatte über den Film und seine Wirkung hielt im Wesentlichen bis Ende April 1994 an. Nach Einschätzung der Wissenschaftlerin Thiele (2001) habe das Lob für den Film insgesamt überwogen, wenngleich es auch sehr viele negative und abwägende Kommentare gegeben habe.
An der österreichischen Premierenvorführung am 16. Februar 1994 nahmen Bundespräsident Thomas Klestil und Bundeskanzler Franz Vranitzky teil. Bei der deutschen Erstaufführung in der Alten Oper in Frankfurt am Main am 1. März 1994 war Bundespräsident Richard von Weizsäcker anwesend. Von Weizsäcker und Journalisten waren sich mit dem Regisseur einig darin, dass es seine Popularität, seinen Namen gebraucht habe, um die Verfilmung erfolgreich zu realisieren. Im Spiegel hieß es dazu etwa: „Schindlers Geschichte ist um so glaubwürdiger, weil sie der Schöpfer von ‚E.T.‘, ‚Indiana Jones‘ und ‚Jurassic Park‘ erzählt und nicht die Bundeszentrale für politische Bildung.“

#### Gesellschaftlich-politischer Hintergrund
Das Erscheinen des Films fiel in eine Zeit, in der, Statistiken zufolge, in Deutschland seit der deutschen Wiedervereinigung sowie in Österreich eine Zunahme von Rechtsterrorismus, rechtsextremen Bewegungen und Ausländerhass zu verzeichnen waren. Eine Emnid-Studie über Antisemitismus ergab, dass ein Fünftel der Deutschen negativ gegenüber Juden eingestellt war und dass etwa die Hälfte der Deutschen der Meinung war, dass die Nazivergangenheit nun, nach der Wiedervereinigung des Landes, als erledigt betrachtet werden sollte. Im Monat des deutschen Kinostarts hob der Bundesgerichtshof ein Urteil des Mannheimer Landgerichts gegen den NPD-Vorsitzenden Günter Deckert wegen Volksverhetzung auf und löste damit einen Eklat in den Medien aus, ehe das Bundesverfassungsgericht Mitte April dem BGH widersprach und die „Auschwitzlüge“ als nicht von der Meinungsfreiheit gedeckt beurteilte. Vor diesem gesellschaftlich-politischen Hintergrund wie auch dem des Wahlkampfs im „Superwahljahr“ 1994 wurde auch der Film in den deutschen und österreichischen Medien beurteilt.
In der Nacht vom 24. auf den 25. März 1994 verübten Jugendliche einen antisemitisch motivierten Brandanschlag auf die Lübecker Synagoge, den ersten dieser Art seit Ende des Zweiten Weltkrieges. Der Anschlag wurde nicht nur als ein Beispiel für die Lage in Deutschland zur Erscheinungszeit des Films genannt, sondern auch als mögliche Folge seiner Vorführungen.

#### Wahrnehmung als Mittel zur Aufklärung
Zu einem ganz wesentlichen Teil wurde der Film als ein Mittel zur Aufklärung wahrgenommen. So wurde dem Film zugeschrieben, den Deutschen zu zeigen, dass Widerstand gegen die Naziherrschaft und die Judenverfolgung möglich bzw. stärker möglich, als gemeinhin angenommen, gewesen sei. Zum Beispiel meinte FAZ-Mitherausgeber Frank Schirrmacher in seinem Leitartikel, dass der Film den Zuschauer zu der Frage zwinge, wieso nicht andere versucht hätten, was jemandem wie Schindler möglich gewesen sei. Dirk Kurbjuweit äußerte sich in der ZEIT überzeugt davon, dass Schindler eine „Lebenslüge“ der Deutschen entlarvt habe, da man eben doch etwas habe tun können, „sogar als Trinker und Lebemann.“ Georg Seeßlen machte im Freitag lobend darauf aufmerksam, dass Spielberg die Schuld der Nazis – im Gegensatz zu „unseren Mythen“ – „keineswegs nur in einer Art von ideologischer Verblendung“ sehe, „sondern auch in einem System schamloser, mörderischer Bereicherung“.
Reagierend auf eine vorwiegend negative Filmkritik im New York Review of Books, würdigte die deutsche Publizistin Marion Gräfin Dönhoff ebendort den Film. Denn er habe ihr den komplett neuen Aspekt aufgezeigt, dass die Menschen, die Hitler während seiner Diktatur gefolgt seien, „nicht so inhuman wie ahuman“ gewesen seien. Sie seien „keine menschlichen Wesen“ gewesen, doch im Film seien „mechanische, gewalttätige Roboter“ zu sehen. Und dass man sich in einem System gemeinschaftlicher Gewalt im Gegensatz zum Falle individueller Gewalttaten wohl nicht als Held fühlen könne, sei ein möglicher Grund dafür, dass die deutschen Jugendlichen bei den Kinobesuchen so tief bewegt seien.
Der deutsche Bundespräsident Roman Herzog würdigte bei seinem Antrittsbesuch in Israel im Dezember 1994 die aufklärerische Wirkung des Films auf junge Deutsche:

„Der Film ,Schindlers Liste‘ hat den Holocaust der jungen Generation in meinem Land zum ersten Mal nicht als abstrakte Katastrophe, sondern als etwas dargestellt, was Menschen betrifft und was ihnen daher nicht gleichgültig sein kann, gestern nicht, heute nicht und auch nicht morgen!“

Zudem wurde der Film in bedeutendem Maße als Mittel gegen kollektive Amnesie angesehen. Denn er bewege die Menschen dazu, sich zu erinnern, hieß es von mehreren Kritikern, so auch von Ruprecht Skasa-Weiß, der ihm in der Stuttgarter Zeitung „ein sozialhygenisches Verdienst“ attestierte. Gabriele von Arnim führte in der SZ mit Blick auf die Wahlen Aussagen von Politikern als Beispiele für einen „Rechtsruck“ an, bei dessen Enttarnung als „Gefährdung für uns alle“ der Film helfen könne. Simon Wiesenthal beurteilte den Film im Standard als „Mittel zur Bekämpfung der Gleichgültigkeit gegenüber dem Neonazismus“.
Ähnlich fiel der Tenor zur Kino-Wiederaufführung 2019 aus. Dabei wurde der Film in vielen Medien als Mittel gegen Vergessen und Geschichtsfälschung hervorgehoben, das „heute“ aktueller denn je sei. Für die Autorin der FAZ war der Film „nach wie vor die scheinbar einzige großkalibrige filmische Waffe gegen das Vergessen, das Leugnen, die Verschwörungstheorien“. Vor dem Hintergrund gestiegenen Hasses in der Gesellschaft gewährten manche deutschen Kinos den Mitgliedern der rechten Partei AfD freien Einlass, deren Vertreter das Angebot allerdings als Provokation wahrnahmen.
Jedoch schrieben nicht alle Kritiker dem Film eine aufklärerische Wirkung dieses Umfangs zu. Joachim Bruhn zum Beispiel beschränkte sie polemisch-abwertend auf die Erkenntnis, dass es „in unser aller langfristigem Interesse gewesen“ wäre, hätten „sich doch mehr Nazi-Kapitalisten von den schönen Jüdinnen gegen ihr blindes Interesse und ihre blöde Lust an der schnellen Mark verführen lassen“. Bruhns Beitrag erschien 1994 in dem von der antideutschen Gruppe Initiative Sozialistisches Forum herausgegebenen Buch Schindlerdeutsche, das stark polemische, vorwiegend gegen den Film und seine positive Rezeption gerichtete Beiträge versammelt. Der Klappentext bezeichnet den Film als „hartes Stück Kulturindustrie“, das dem Publikum genau das widerspiegele, was sich „das gesunde Volksempfinden“ schon immer über den Faschismus gedacht habe, und das zeige, was alle schon gewusst hätten, „als herzergreifende Erkenntnis, inszeniert […] als Aha-Erlebnis“.
Eine kaum vorteilhafte Wirkung des Films sah auch die Redaktion der Satirezeitschrift Titanic. Zum Aufspüren von „Verkitschungstendenzen des Holocausts“ veröffentlichte sie in der Ausgabe vom Juni 1994 eine gefälschte Pressemitteilung von McDonald’s, in der anlässlich des Films ein sog. „Happy Jew Menü“ (Deutsch etwa „Fröhliche-Juden-Menü“) als „Überraschungsangebot“ angekündigt wurde. Auf Antrag von McDonald’s untersagte ein Münchner Gericht den Vertrieb des Heftes.

#### Verwendung als Unterrichtsmittel
Auch in Deutschland und Österreich wurde der Film im Rahmen politischer Bildung als Mittel zur Lehre über den Holocaust eingesetzt. Ab März 1994 wurde der Film an vielen deutschen Schulen zum Hauptthema im Geschichtsunterricht. In vielen deutschen Kinos gab es Vormittagsvorstellungen für Schüler, teils eröffnet von Zeitzeugen wie Simon Wiesenthal und Ignatz Bubis. In Österreich führten Politiker und Bildungsbeauftragte eine mit Ausnahme der Steiermark landesweite Aktion durch, in deren Rahmen sie Schülern ab 14 Jahren den klassenweisen Besuch des Films vergünstigt, teilweise kostenlos, ermöglichten und die auch von Unternehmen finanziell gefördert wurde. Etwa 150.000 Jugendliche sahen den Film dabei.
Empfehlungen zum Einsatz des Films als Unterrichtsmittel gab es auch von der deutschen Kultusministerkonferenz. Deren Vorsitzender Hans Zehetmair (CSU) sagte dabei, dass der Film „wichtige Erziehungsziele wie Toleranz und Achtung vor der Würde des Menschen überzeugend ins Bild“ setze. Der sächsische Kultusminister Friedbert Groß (CDU) hingegen verwahrte sich dagegen, den Film an Schulen seines Landes zu empfehlen, da er ihn der „Sensationslust“ verdächtigte. Ablehnend äußerte sich auch der FPÖ-Landesparteiobmann Wolfgang Rauter, dem zufolge die Jugend durch die Gratisvorführungen ein unrichtiges Geschichtsbild bekomme, auch vor dem Hintergrund der Vorstellung, der zufolge die FPÖ die Nachfolgeorganisation der NSDAP sei. Unterrichtsmaterialien zur Arbeit mit dem Film erschienen bei der Bundeszentrale für politische Bildung, dem Katholischen Filmwerk, bei Vision Kino, dem Fritz Bauer Institut und dem Jüdischen Museum Frankfurt.
Eine Studie des Wiener Instituts für Konfliktforschung zu der an österreichischen Schulen durchgeführten Aktion ergab, dass der Film eine sinnvolle Ergänzung des Geschichtsunterrichts sein könne; dass er es den Schülern ermögliche, sich in die Situation der Opfer hineinzuversetzen und mit ihnen zu fühlen; und dass er helfe, Stereotypen bezüglich des Aussehens von Juden klarzustellen.
Im Monat des deutschen Kinostarts wurde über ein Nationales Infotelefon die Behauptung verbreitet, dass deutsche Schulkinder gezwungen würden, die „Hollywood-Seifenoper ‚Schindlers Liste‘ zu sehen, damit der Auschwitz-Mythos aufrecht“ erhalten werde. Es kam deswegen in Hamburg zu einem auch international beachteten Gerichtsprozess, in dem der Richter die Angeklagten freisprach, weil er ihnen die Leugnung des Holocaust nicht beweisen konnte. Lehrer an manchen deutschen Schulen – besonders jenen mit hohem Migrantenanteil – verzichteten auch darauf, den Film vorzuführen, da sie Repressalien von Eltern fürchteten.

#### Gefahr einer entlastenden Wirkung
Manche Kritiker schrieben dem Film eine Wirkung zu, die die Deutschen von der Aufgabe, die Nazivergangenheit ihres Landes zu bewältigen, befreie. Sie meinten, dass Schindler die Deutschen emotional entlaste, und sahen darin eine Gefahr. Zum Beispiel fragte Wolf Schön rhetorisch im Rheinischen Merkur, ob Spielberg „das deutsche Gewissen“ dazu einlade, „sich mit Hilfe seiner Lichtgestalt zu entlasten und sich der kollektiven Scham zu entledigen“. Lothar Baier postulierte in der Zeitung Woche sarkastisch, dass die Deutschen „jetzt auch alle ein bißchen Judenretter“ sind, weil sie sich in Schindler wiederfänden.
Ein vielbeachtetes Beispiel ist der polemische Beitrag der Literaturkritikerin Sigrid Löffler in der Wochenpost. Der Film, den sie als misslungen beurteilte und dem sie eine aufklärerische Wirkung absprach, funktioniere „als seelische Schnell-Reinigung, als Instant-Absolution, als Gefühls-Quickie“; die Kino-Eintrittskarte werde „zum bequemen Ablaßzettel“, wenn man mit den Schindlerjuden leide, bange, weine und schließlich jubele.
Andere Kritiker richteten sich in ihren Beiträgen gegen solche Kritik. Hans-Ulrich Jörges verurteilte Löfflers Aussage um den Ausdruck „Ablaßzettel“ in der Zeitung Die Woche als „zynische Verirrung“, auch wegen Aussagen wie der an jüdische Repräsentanten gerichteten Warnung eines CDU-Bundestagsabgeordneten davor, angesichts des Antisemitismus „den Holocaust gegen uns zu instrumentalisieren“. Brigitte Desalm wies im Kölner Stadt-Anzeiger die Auffassung, Schindler sei ein „Entlastungszeuge“, als „vermeintlich linke Selbstkritik“ zurück.

#### Eigene Bemühungen um Verfilmung
Kritiker fragten, warum keine deutschen Regisseure und Produzenten es gewagt hätten, Keneallys Buch zu verfilmen. Volker Schlöndorff reagierte darauf in einem Brief an die Zeitung Die Woche und nannte einen solchen Versuch als wahrscheinlich „peinlich“ und argumentierte ebenfalls damit, dass der Film dann möglicherweise als selbstbefreiend verstanden worden wäre.
Manche Medien berichteten auch von den tatsächlichen, aber gescheiterten Bestrebungen zur Verfilmung von Schindlers Geschichte nicht nur durch MGM in Hollywood, sondern auch in Deutschland. Der Berliner Filmproduzent Artur Brauner hatte Entsprechendes 1984 und 1992 geplant und jeweils bei der Filmförderungsanstalt finanzielle Hilfen zur Produktion einer Verfilmung beantragt, für die auch Klaus Maria Brandauer als Hauptdarsteller vorgesehen war. Die Institution lehnte eine Förderung jedoch ab, auch da sie den Vorhaben ungenügenden wirtschaftlichen Nutzen beimaß. Beim zweiten Versuch 1992 beurteilte die Anstalt den Schindler-Stoff überdies als „spekulativ“ und in der Wirkung „wie eine mit Emotionen aufgeladene Kolportage“.

#### Künstlerische Beurteilung
Von Kritikern vieler Zeitungen, darunter von Bild, FAZ, Wochenpost, Tagesspiegel und Neues Deutschland, wurde der Film als „Meisterwerk“ gefeiert. Positive Kritiken priesen den Film hinsichtlich seiner Kinematographie und beurteilten diese in dem Zusammenhang als eher europäisch denn amerikanisch.
Viele deutsche Kritiker priesen den Film dafür, authentisch, realistisch oder dokumentarisch zu sein. Zum Beispiel befand Hellmuth Karasek im Spiegel, dass der Film „den Stempel der Wahrheit in jedem Moment auf der Stirn“ trage. ZEIT-Autor Andreas Kilb glaubte in dem Film „eine eisige und grandiose Wahrhaftigkeit“ zu erkennen, ähnlich wie Verena Lueken in der FAZ von einem „Dokument künstlerischer Wahrhaftigkeit“ sprach, das den „Eindruck der Authentizität“ vermittele. Damit folgten die Kritiker weitgehend den von Spielberg, Zaillian und Kaminiski gemachten Vorgaben, in denen sie mit Blick auf die Machart des Films die Authentizität, einen journalistischen Blickwinkel und eine „dokumentarische ‚Cinéma vérité‘-Stimmung“ betont hatten.
Vielfach thematisierten Kritiker in Interviews und Filmkritiken Spielbergs jüdische Identität. Dabei wurde deutlich oder suggeriert, dass sie seinen Film auch als autobiografisches Statement und insofern als authentisch verstanden. Zum Beispiel schrieb Heiko Rosner in der Cinema, dass Spielberg mit dem Film seine „jüdische Identität und mit ihr das einzigartige, in Blut und Leid getränkte Vermächtnis seiner Religion“ propagiere.
Franz Everschor beurteilte das Werk im Filmdienst, aus dem sich das Lexikon des internationalen Films speist, als „besser als erwartet und schlechter als erhofft“, da Spielberg „auch mit Handkamera und Schwarzweißfilm“ außerstande sei, „etwas völlig anderes als einen Hollywoodfilm zu machen“, „aber gleichzeitig in der Gigantomanie der Szenerien und Ereignisse die kleinen, scheinbar unwesentlichen, aber doch so bezeichnenden Details“ nicht untergingen. Lobenswerterweise habe er „mehr, als man zuvor vermutet hätte, seiner Neigung zur Emotionalisierung entsagt“, und versuche er innerhalb „seines von Hollywood geprägten Denkens beharrlich“, „bei der nackten Wahrheit zu bleiben, statt sie in eine melodramatische Legende umzumünzen“ – von wenigen Klischees abgesehen, darunter dem klavierspielenden SS-Offizier während der Liquidierung des Ghettos. Ähnlich urteilte Sabine Horst in der epd Film: Es mache „einen Teil der Redlichkeit des Films aus“, dass er darauf verzichte, „»originelle«, spektakuläre oder spekulative Bilder zu entwerfen“. Im gleichen Zusammenhang hoben auch manche Kritiker hervor, dass der Film inszenatorisch nicht mit der Fernsehserie Holocaust und deren seifenopernähnlichen Trivialisierung vergleichbar sei.

#### Kritik von Will Tremper
In dem Artikel Indiana Jones im Ghetto von Krakau, der in der Beilage Geistige Welt der Zeitung Die Welt vor dem deutschen Kinostart erschien, beurteilte sich der Journalist Will Tremper als denjenigen mit mehr Erfahrung in der Geschichte der Judenverfolgung als Spielberg und lehnte es ab, sich „als Deutscher im Kollektiv schuldig zu fühlen.“ Unter Berufung auf einen Teil der Posener Reden des Reichsführers SS Heinrich Himmler vom Oktober 1943 kritisierte Tremper, dass die „wildwestartige Räumung des Ghettos […] so blutrünstig nicht verlaufen sein“ könne wie im Film dargestellt. Weiterhin beurteilte er die im Film gezeigten „sexuellen Intimitäten zwischen SS-Männern und nackten Jüdinnen“ als unrealistisch und vermutete, dass die Zeugen und Überlebenden der Zeit im Krakauer Ghetto ihre Aussagen, auf denen der Roman und der Film basieren, dramatisiert hätten. Ferner verglich Tremper in Talkshows Spielberg mit Veit Harlan, dem Regisseur von NS-Propagandafilmen.
Trempers Welt-Beitrag stieß auf Empörung. Artur Brauner zum Beispiel verurteilte ihn in einem Beitrag in derselben Zeitung als skandalöses „Pamphlet“, und meinte, dass Tremper sich mit der „versuchten Reinwaschung der SS […] politisch disqualifiziert“ habe. Ähnlich sah es Elisabeth Bauschmid in der Süddeutschen Zeitung, Trempers Äußerungen seien beispielhaft für „die augenblickliche Stimmung kollektiver Reinwaschung durch Vergessen“ Jan Gympel hingegen verteidigte Tremper im Tagesspiegel und beklagte die Auffassung, wonach Filme über deutsche Verbrechen durch Deutsche grundsätzlich nicht schlecht beurteilt werden dürften.
Redakteure der Zeitung Die Welt wehrten sich in einem Brandbrief an die Leiter der Zeitung gegen Trempers Filmkritik, aber auch andere, im Ressort Geistige Welt erschienene Beiträge. Sie beurteilten sie als Hinwendung zur politischen Rechten und damit als abweichend von der traditionellen Linie der Zeitung. Der Leiter des Kultur-Ressorts der Welt sowie Rainer Zitelmann, Leiter des Ressorts Geistige Welt, mussten deshalb ihre Posten aufgeben, zudem verzichtete die Zeitung fortan auf Trempers Dienste. Die Einzigartigkeit des Brandbriefs in der Geschichte des Blattes betonend, erinnerte die Welt 2016 an Trempers Beitrag als Fehlurteil.

#### Antisemitismus-Kontroverse
Im Tagesspiegel vom 10. März 1994 urteilte Günther Rühle über den Film, seine Wirkung und seinen Erfolg: „Mit Schindler verdienen viele Leute derzeit viel Geld.“ Der Publizist Henryk M. Broder glaubte in Rühles Äußerung den „Vorwurf der jüdischen Geschäftemacherei“ zu erkennen, ein antisemitisches Stereotyp, wie er in seinem Beitrag Kritik der dummen Kerls Mitte März 1994 in der FAZ schrieb. Darin unterstellte er Löffler und Tremper ebenfalls Antisemitismus. Deren und Rühles Kritiken fielen, so Broder, unter den vielen positiven, abwägenden Kritiken aus dem Rahmen und seien für die öffentliche Meinung zum Verhältnis der Deutschen und Juden „eher charakteristisch als für den Stand der veröffentlichten Meinungen“, mit denen sich Broder auf die Ergebnisse einer entsprechenden Emnid-Meinungsumfrage bezog. Löffler, Tremper und Rühle wollten, so Broder, „von dem ganzen Judenkram nichts mehr wissen“.
Etliche Kritiker wandten sich gegen die von Broder vorgebrachte Anschuldigung des Antisemitismus. Michael Wolffsohn etwa warnte in der FAZ davor, die Kritiker des Films „in die rechte Ecke zu stellen“. Wer Tremper und Löffler als Antisemiten bezeichne, kenne nicht „Brutalität und Rassismus der wirklichen Antisemiten.“ Klaus Rainer Röhl pflichtete Wolffsohn in einem Artikel in der Wochenpost bei, bekam dafür allerdings von Elke Schmitter in der taz seinerseits Antisemitismus vorgeworfen. In der Zeit gab Andreas Kilb die Meinungen von Rühle, Löffler, Tremper, Broder und Wolffsohn zusammengefasst als „ein paar kleinliche, griesgrämige Sticheleien“ wieder, die erst gar nicht versucht hätten, „ihrem Gegenstand irgendwie gerecht zu werden.“ Unter Verweis auf Broders Antisemitismus-Kritik äußerten sich mehrere Kritiker, darunter neben Wolffsohn auch Detlev Claussen, unzufrieden über den Stil der öffentlichen Kontroverse um den Film. Er sei von Konformitätsdruck und der Unfähigkeit zur Beurteilung des Films unter ästhetischen Kriterien geprägt, so Claussen.
In einem Mitte April 1994 erschienenen Artikel in der Zeitung Die Woche wandte sich Broder, reagierend auf das mediale Echo auf seinen Beitrag, gegen „intellektuelle Linienrichter“ und Bedenkenträger. Diesen sei es nicht um die Frage nach der angemessenen Darstellbarkeit des Massenmordes gegangen, sondern darum, dass Spielberg mit dem Film in die Domäne jener eingebrochen sei, „die bislang das Monopol auf die ‚Bewältigung der Vergangenheit‘ verwaltet“ hätten.

#### Fernsehausstrahlung und Alterseinstufung
In Deutschland entzündete sich an der Absicht, den Film im Fernsehen mit Werbeunterbrechungen auszustrahlen, 1997 öffentliche Kritik durch jüdische Interessenvertretungen. Zum Beispiel Ignatz Bubis vermisste in diesem Zusammenhang „Rücksicht auf die Empfindlichkeiten von Überlebenden des Holocausts“. Vergeblich habe er versucht, Spielberg davon zu überzeugen, die Fernsehrechte nur zu vergeben, wenn der Film werbefrei gezeigt werde.
In Deutschland und Österreich, aber auch in der Schweiz, wurde mitunter die Alterseinstufung des Films für Jugendliche schon ab 12 Jahren kritisiert. Zum Beispiel war er 2010 in der Frankfurter Allgemeinen Sonntagszeitung in einer Liste von Filmen vertreten, die für Jugendliche ungeeignet seien. Der Kritik, der sich auch Bundesfamilienministerin Kristina Schröder angeschlossen hatte, widersprach ein FSK-Vertreter und erklärte mit Blick auf den Film, dass bei seiner Freigabe erst ab 16 Jahren jüngeren Menschen die Möglichkeit verwehrt würde, sich „intellektuell und emotional“ den KZ-Gräueltaten anzunähern.

### Frankreich
Auch in Frankreich stieß der Film auf ein außergewöhnlich großes Interesse der Presse, wobei er von Vielen als Ereignis begrüßt wurde. Ein dominierendes Thema war die von Lanzmann, Hilberg und Segev mitgeprägte Debatte um die (Nicht-)Darstellbarkeit des Holocaust. Wie von Beobachtern bemerkt, war die französische Debatte auch besonders von Angst vor amerikanischem Kulturimperialismus bestimmt. Die Historikerin Annie Kriegel führte diese Angst im Figaro 1994 als Grund für den leidenschaftlichen und teils aggressiven Ton in der Debatte an. Der Journalist Samuel Blumenfeld erklärte retrospektiv in Le Monde (2009) den immensen Kassenerfolg von Jurassic Park als Ursache für besagte Angst: Der Erfolg von Spielbergs Vorgängerfilm habe den Regisseur in der Debatte um Schindlers Liste „ohne sein Wissen mitten in eine absurde Polemik“ gestoßen, „in der er zu einem trojanischen Pferd stilisiert wurde, das als Symbol eines dominanten Hollywood-Kinos zur Zerstörung des französischen Kinos ansetzte.“ Kriegel führte die Angst als so tief sitzend an, dass sie Frankreich 1994 in den Verhandlungen zum Allgemeinen Zoll- und Handelsabkommen dazu bewogen habe, für sich eine Ausnahme betreffend Kinofilmen zu bewirken.

### Tschechien
Tschechische Medien nahmen den Film zumindest anfangs positiv auf. Sie fokussierten sich in ihren Reaktionen vor allem auf Schindlers Herkunft als Sudetendeutscher, jener Volksgruppe, deren Mitglieder von vielen Tschechen für ihre Unterstützung der Besetzung der Tschechoslowakei durch Nazideutschland nach wie vor Ablehnung erfuhren. Vor diesem Hintergrund und dem Umstand, dass der Film mit Schindler einen „guten Deutschen“ zeigt, wurde der Film von vielen Kritikern als eine mögliche Brücke zwischen Tschechen und Tschechisch-Deutschen im Exil verstanden. In der Zeitung Mladá fronta Dnes hieß es in dem Zusammenhang, dass der Film „uns dabei helfen kann zu lernen, differenzierter mit Kritik in unserer Vergangenheit umzugehen“, und, dass „die allgemeinen Verdammungen der Sudetendeutschen nicht für immer bestehen können“.

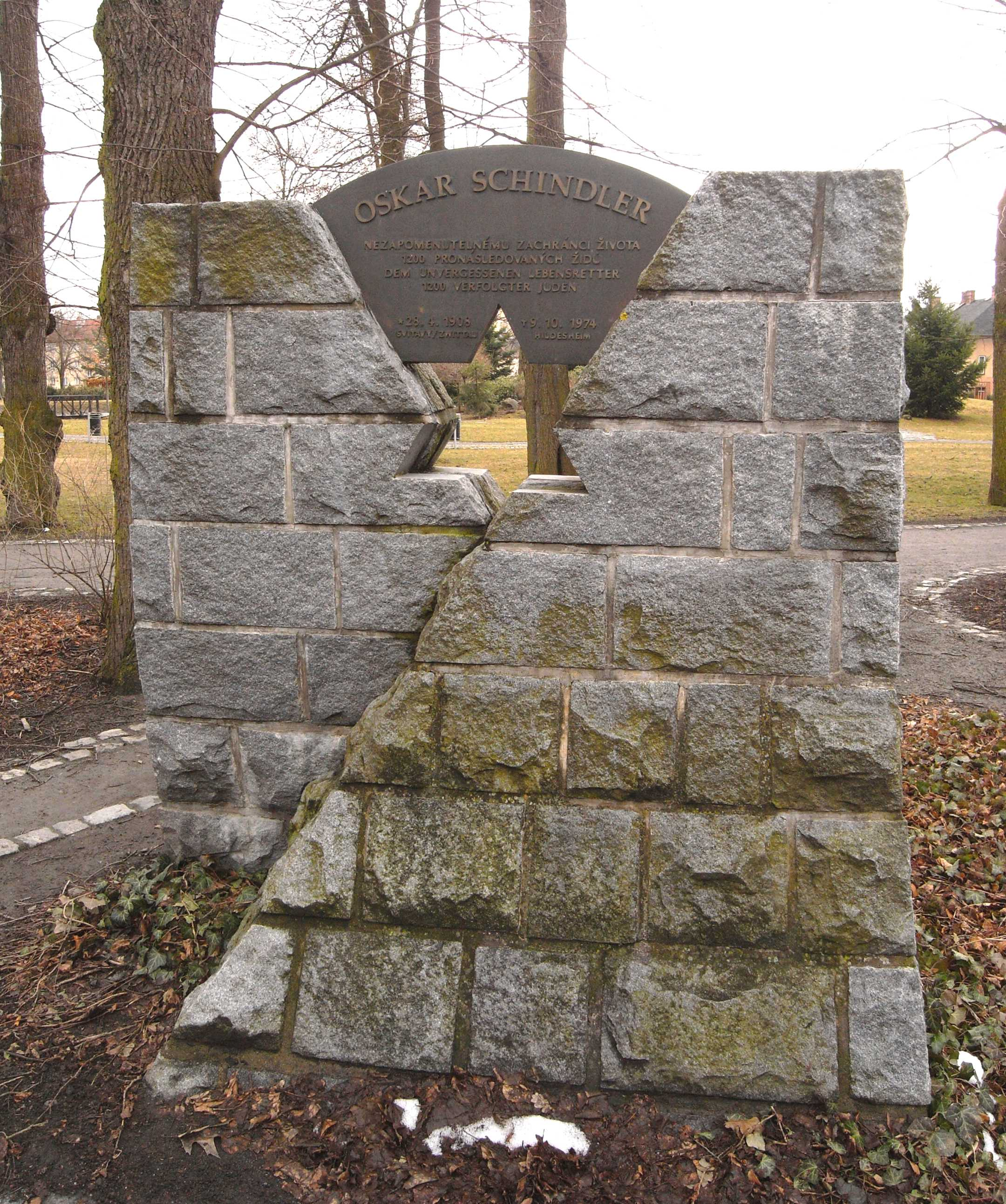
Die 1994 aufgestellte Gedenktafel für Oskar Schindler in Zwittau (2009)

Die offizielle tschechische Premierenvorstellung des Films fand am 10. März 1994 in Prag im Beisein des Staatspräsidenten Václav Havel statt. Tags zuvor hatte es allerdings schon eine Voraufführung in Zwittau gegeben, dem Geburtsort von Oskar Schindler. Der internationale Erfolg des Films führte dazu, dass die Stadt ein Denkmal errichtete, das Schindler ehrt; es wurde gegenüber seinem Geburtshaus aufgestellt und am Tag der Voraufführung eingeweiht. Den noch 1991 gescheiterten Bau eines Denkmals für Schindler hatte auch die deutsche katholische Ackermann-Gemeinde mitangestrebt, die sich für die Aussöhnung zwischen Deutschen und Tschechen einsetzt. Sie finanzierte nun eine Gedenktafel für Schindler, die ebenfalls im Zuge des Erfolgs des Films 1994 aufgestellt wurde. Durch die Gedenktafel kam es im August 1994 zu einer Kontroverse im tschechischen Parlament. Dabei beschuldigte die rechtsextreme Partei Sdružení pro republiku – Republikánská strana Československa die Erbauer der Tafel des kriminellen Verhaltens durch das Unterstützen von Bewegungen, die sich gegen Bürgerrechte einsetzen. Darauf reagierend, verwies Premierminister Václav Klaus auf die Justiz als zuständiges Organ für die Entscheidung über die Rechtmäßigkeit der Gedenktafel.

### Polen
In Polen wurde der Film wegen der Mitwirkung vieler Polen an seiner Entstehung, aber auch der in Polen gelegenen Drehorte, von vielen Journalisten mit Stolz und Wohlwollen aufgenommen. Auch der Regisseur Andrzej Wajda lobte den Film in diesem Sinne und beurteilte die polnische Kinematographie als internationalen Standards genügend. Der polnische Kulturstaatssekretär Waldemar Dąbrowski, dem Spielberg seine Entscheidung für das Drehen des Films in Polen verdankt, befand ihn als „tief berührend“ und „ausgezeichnete Darstellung.“
Auch die Rolle der Polen vor der Kamera beschäftigte die Kritiker. Die Kolumnistin Agnieszka Wroblewska etwa vermisste in ihrer Kritik in der Zeitung Życie Warszawy „ein bisschen Balance“ bei der Darstellung der Polen in dem Film. Zwar habe es nichtjüdische Polen wie das Mädchen gegeben, das den Juden auf ihrem Weg ins Krakauer Ghetto „Tschüss, ihr Juden!“ zuruft, aber auch andere. Schindlers Liste sei kein antipolnischer Film, im Grunde existiere Polen in ihm gar nicht. Entsprechend dem Abspann des Films leben „heute“ in Polen 4000 Juden und gibt es 6000 Nachkommen der von Schindler Geretteten. Viele Kritiker empfanden diese Zahlen als grob verfälschend, da sie suggerierten, dass mit Schindler ein einziger Deutscher mehr Juden gerettet habe als alle Polen zusammen.
In der Tageszeitung Gazeta Wyborcza wurde kritisiert, dass Spielberg die historische Wahrheit verzerre, indem er nicht die „Normalität der Todesprozedur“ zeige. Das stieß bei der Polen-Korrespondentin Helga Hirsch in der deutschen Zeit auf scharfen Widerspruch, denn es sei die „Fortführung des tiefverankerten Klischees von Polen über die Deutschen im Dritten Reich“, dem zufolge alle Deutschen als „Hitleristen“ „integrierte Räder eines Unterdrückungs- und Gewaltapparats“ gewesen seien und es unter ihnen keine Ausnahmen gegeben habe.

### Israel

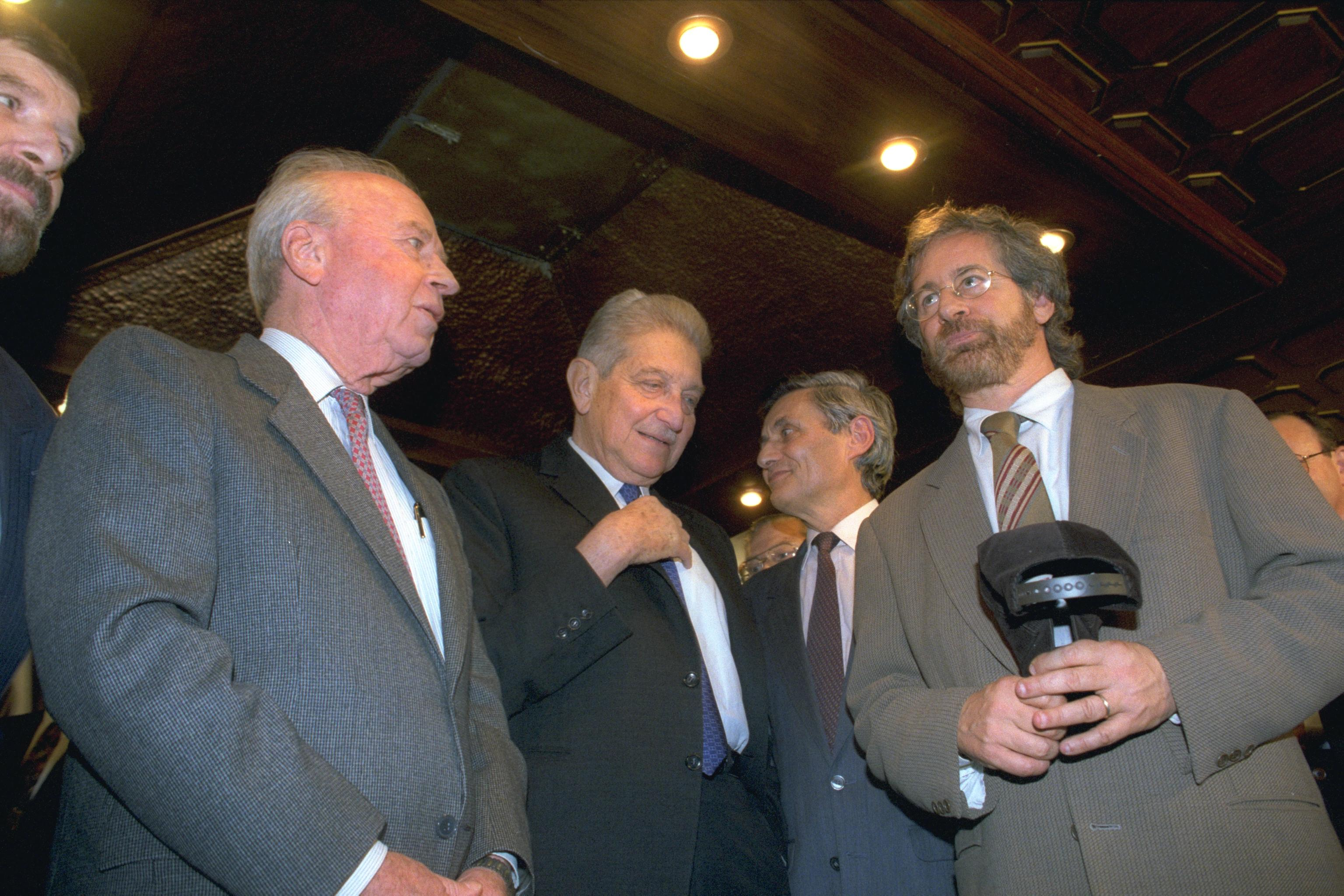
Israels Ministerpräsident Jitzchak Rabin (l.), Präsident Ezer Weizmann (2. v. l.) und Regisseur Steven Spielberg (r.) bei der israelischen Auftaktvorstellung des Films 1994

Die israelische Rezeption des Films wurde 1997 als beispiellos innerhalb der Filmgeschichte des Landes beschrieben, und zwar sowohl hinsichtlich der Menge an schriftlichen Beiträgen als auch mit Blick auf den Emotionsgehalt in deren Sprache und Argumentation. In der Zeit vor dem Erscheinen des Films waren visuelle Repräsentationen in der israelischen Kultur nicht nur aus religiösen Gründen unterbetont, sondern Bildaufnahmen des Holocaust waren durch Israel auch für längere Zeit zurückgehalten worden als schriftliche und mündliche Überlieferungen, zudem wurden sie gewöhnlich für schockierender befunden. Vor diesem Hintergrund und mit Blick auf den Aspekt der Darstellbarkeit des Holocaust wurde der Film in israelischen Medien als ein Tabubruch sondergleichen verstanden.
Zu den schärfsten Kritikern des Films gehörte der Journalist Tom Segev. In seinem Artikel Spielberg’s Holocaust Park, der einige Tage vor dem Kinostart in der Zeitung Haaretz erschien, sprach er dem Regisseur seine in einem Interview geäußerte Intention ab, das Filmbudget für seine zweite Bar Mitzwa investiert zu haben. Wie schon bei E.T. und Jurassic Park habe das Budget ihm den Zweck erfüllt, Profit zu erwirtschaften. Deshalb forderte er von Spielberg: „Erspar uns diesen Scheiß!“ Auch in vielen anderen Kritiken kam eine starke Abneigung gegen die für Hollywood, die amerikanische Kultur und Kommerzialisierung typischen Werte zum Ausdruck. Mitunter wurde diese Kritik auch in Verbindung mit einer negativen Haltung gegenüber den Juden in der Diaspora geäußert, zu denen auch Spielberg gezählt wird. Deren Wertvorstellungen, meinte etwa der Kritiker der Tageszeitung Al HaMishmar, beinhalteten auch Macht und Kulturimperialismus.
Israelische Kritiker bemängelten besonders, dass der Film in seinen historischen Details ungenau sei. Dabei ging es zum Beispiel um die Vielzahl von Akzenten in der Aussprache, darunter auch einen unpassenden israelischen Akzent. Als wesentliche historische Unstimmigkeit und als Anachronismus beurteilten viele israelische Kritiker bei Vorab-Vorführungen des Films das Lied Jerusalem aus Gold von 1967, das nach dem Sechstagekrieg als inoffizielle Siegeshymne populär wurde. Auf die Kritik reagierend, ließ Spielberg das Lied in der israelischen Fassung des Films durch das Stück To Caesarea ersetzen, das von der ungarischen Widerstandskämpferin Hannah Szenes stammt.
Es gab aber auch viel Zuspruch für den Film. In zahlreichen Briefen an Medien dankten Holocaust-Überlebende dem Regisseur dafür, ihrer sonst so schwierig zu visualisierenden Notlage auf realistische Weise Ausdruck verschafft zu haben. Lobend über den Regisseur und bejahend zur Darstellbarkeit des Holocaust äußerte sich auch der Kritiker Uri Schin in der Zeitung Davar: Spielberg finde mit dem Film eine zwar „parteiische, aber komplexe Art, mit dem schmerzhaften Thema“ umzugehen und gleite dabei nicht in die „Pornografie von Horror“ ab. Es gelinge ihm „das, worin die Vielen und Guten gescheitert“ seien.

### Islamische Welt
Indonesien und Ägypten begründeten die Verbote des Films in ihren Ländern mit den Gewalt- und Nacktszenen. Dem Verbot in Indonesien war eine mehrwöchige öffentliche Diskussion über den Film vorausgegangen, in der das Committee for World Muslim Solidarity ihn zudem als „zionistische Propaganda“ verurteilt hatte. Islamische Gelehrte meinten, der Film wolle die Welt die Grausamkeit der Juden gegen die Palästinenser vergessen machen. Mit ähnlicher Argumentation wurde der Film in Malaysia kritisiert. Der Premierminister des Landes, Mahathir bin Mohamad, sprach sich dabei gegen zionistische Expansion in arabische Territorien aus. Gegen das Verbot in Malaysia protestierten jüdische Interessensvertretungen weltweit. Der Verleih zog den Film dort zurück, nachdem seine Aufführung nur unter erheblichen Schnittauflagen erlaubt worden war, die Spielberg aber ablehnte.
Der jordanische Informationsminister Jawad Anani sagte, dass es wegen des von einem Israeli verübten, antimuslimischen Massakers von Hebron am 25. April 1994 mit 29 Toten nicht die Zeit für den Film sei. Im Libanon zog der Verleih Universal bzw. UIP den Film zurück, nachdem ein Verbot von Kinowerbung verordnet worden war.
Das US-Außenministerium äußerte Bedauern über die Aufführungsverbote und verlautete, dass die Aufführung des Films dabei helfen könne, künftige Genozide zu verhindern. Tom Pollock, Vorsitzender von Universal Pictures, warb in Interviews für die Aufführung des Films, indem er auf die Parallelen zum Schicksal der von Eliminierung bedrohten Bosniaken hinwies, die in ihm zum Ausdruck kämen. Spielberg äußerte sich in Presse-Interviews überzeugt davon, dass Antisemitismus der Grund für die Aufführungsverbote sei.

## Auszeichnungen und Würdigungen

### Filmpreise
Bei der Oscarverleihung 1994 erhielt der zwölfmal nominierte Film sieben Prämierungen. Dazu gehören auch die Oscars für den besten Film und die beste Regie, Spielbergs erste in diesen Kategorien. Außerdem gab es Oscars für Kamera, Musik, Schnitt, Szenenbild und adaptiertes Drehbuch. In den Schauspielerkategorien (Hauptdarsteller und Nebendarsteller) blieb es bei Nominierungen für Neeson und Fiennes, ebenso wie in den Kategorien für Kostümdesign, Make-up und Ton. Für den besten Film, das Drehbuch und die Regie gab es zudem je einen Golden Globe Award, bei insgesamt sechs Nominierungen. Die Gewerkschaften der Drehbuchautoren, Produzenten und Regisseure zeichneten den Film ebenfalls aus. John Williams erhielt für seine Musikkomposition neben dem Oscar einen BMI Film & TV Award und einen Grammy Award, beim Golden Globe blieb es bei einer Nominierung. Etliche Auszeichnungen gab es überdies von den Filmkritikervereinigungen in Chicago, Dallas-Fort Worth, New York, Kansas und Los Angeles sowie von der National Society of Film Critics. Zudem wurde der Film mit dem Humanitas-Preis, dem Political Film Society Award und mit Preisen des National Board of Review geehrt.
Auch außerhalb der Vereinigten Staaten wurden dem Film Auszeichnungen zuteil, überwiegend als bester ausländischer oder fremdsprachiger Film. In Deutschland gab es zwei Goldene Leinwände, davon eine mit Stern, sowie zwei Jupiter-Filmpreise. Beim Deutschen Hörfilmpreis 2020 gab es für die anlässlich der 25-jährigen Wiederaufführung angefertigte Audiodeskription den Sonderpreis der Jury. Daneben erhielt er vor allem Preise in Japan, darunter den Japanese Academy Award, den Kinema-Jumpō-Preis und einen Preis beim Mainichi Eiga Concours. In Großbritannien erhielt der Film – bei insgesamt 13 Nominierungen – in sieben Kategorien einen British Academy Film Award sowie Prämierungen beim London Critics’ Circle Film Award, dem Evening Standard British Film Award und von der British Society of Cinematographers. In Norwegen wurde dem Film ein Amanda verliehen. Bei Filmpreisen aus anderen europäischen Ländern blieb es überwiegend bei Nominierungen, darunter dem französischen César, dem schwedischen Guldbagge und den italienischen Preisen David di Donatello und Nastro d’Argento.

### Orden und Medaillen
Für den Film, für die Shoah Foundation und seine damit einhergehenden Verdienste zur Bewahrung der Geschichte des Holocaust erhielt Steven Spielberg mehrere Verdienstorden. In Deutschland wurde ihm 1998 das Bundesverdienstkreuz der Stufe Großes Verdienstkreuz mit Stern verliehen. Bei der Verleihung am 10. September 1998 im Berliner Schloss Bellevue sagte Bundespräsident Herzog, dass Spielberg sich mit seinem Werk tiefen Respekt errungen habe. „Deutschland verdankt Ihnen ein Werk, das uns mehr gegeben hat, als Sie vielleicht selber ahnen“. Mit dem Film habe Spielberg dem Grauen und der Hoffnung Gesichter gegeben; er habe gezeigt, dass die Verantwortung des Einzelnen auch in einer Diktatur niemals aufhöre. In den USA wurde ihm 1999 die National Humanities Medal verliehen. 2004 erhielt er den Verdienstorden der Italienischen Republik in Form des Großkreuzes. Staatspräsident Carlo Azeglio Ciampi würdigte dabei Spielbergs „Zeugnis über die Grausamkeit der Geschichte“.

### Auswahl- und Bestenlisten
1995 fand der Film Aufnahme in die Liste von 45 besonders empfehlenswerten Filmen des Vatikans, und 2004 nahm die Library of Congress ihn als besonders erhaltenswerten Film in das National Film Registry auf. Anfang 2000 wählte die Broadcast Film Critics Association den Film zum besten Kinofilm der 1990er Jahre. Er ist in der 2005 erschienenen Time-Auswahl der besten 100 Filme von 1923 bis 2005 enthalten. Die Kulturredaktion der BBC führt den Film in ihrer 2015 veröffentlichten Rangliste der 100 besten amerikanischen Filme auf dem 78. Platz. In der 2016 erschienenen Liste der 80 bestinszenierten Filme der Directors Guild of America rangiert der Film auf Platz 8, in der Liste der 101 großartigsten Drehbücher der Writers Guild of America (ca. 2005) auf Platz 49. Auch in manchen Bestenlisten des American Film Institute ist der Film vertreten, darunter auf dem achten Platz der Liste der 100 besten amerikanischen Filme aller Zeiten (2007). In der Liste der 250 höchstbewerteten Filme der Internet Movie Database rangiert der Film auf dem siebten Platz (Stand: Februar 2025).

## Interpretation, Analyse und wissenschaftliche Rezeption

### Wandlung und Rettung
Der Film erzählt einhergehend mit der Geschichte der Rettung der Schindlerjuden den Sinneswandel Oskar Schindlers von einem Kriegsgewinnler, Mitläufer und Opportunisten hin zu einem guten Deutschen und Retter der Juden. Der Sinneswandel vollzieht sich bei ihm durch die Begegnung mit Einzelschicksalen, darunter etwa der Jüdin, die ihn um Schutz für ihre Eltern bittet. Die Schlüsselszenen der Wandlung werden durch die Rotfärbung des Mantels des Mädchens hervorgehoben. Darin erscheint das Kind stellvertretend für das Leid und den Schmerz des jüdischen Volkes und fungiert, wie die Kommunikationswissenschaftlerin Patrizia Tonin es formulierte, „als eine magisch-märchenhafte Figur, die Schindler den Weg zum Guten hin weist.“ An dem Mädchen im roten Mantel zeigt sich auch ein Leitmotiv des Films, bei dem es sich um das Leiden der Kinder handelt. Ein anderes Beispiel für dieses Motiv ist der Junge, der sich vor seiner Ergreifung durch die Besatzer in einer Kloake versteckt.
Der dramaturgische Spannungsbogen des Films erreicht seinen Höhepunkt dort, wo eine Steigerung zum Schlimmen nicht mehr vorstellbar ist, nämlich im KZ Auschwitz. Die maximale Spannung und damit das emotionale Involvement wird hier wesentlich durch das Wissen des Zuschauers um die Vergasungen erzeugt, durch sein Wissen darüber, was auf dem Spiel steht. Dieses Wissen stellt Spielberg beim Zuschauer mit der vorangehenden Unterhaltung der Jüdinnen im KZ Plaszow her, in der eine von ihnen den Ablauf bis zur Vergasung schildert, die anderen das aber als Gerücht zurückweisen. Der Literaturwissenschaftler Sven Kramer hob hervor, dass unklar bleibe, warum gerade diese Gruppe Frauen dem Tod entgeht, und bestätigte damit die Kritikermeinung, dass Spielberg die Zuschauer emotional einspanne, aber nichts erkläre. Tonin bestätigte unter anderem Claude Lanzmanns Kritik an dem von Spielberg hinterlassenen Eindruck, man habe die Gaskammer lebend verlassen können.

### Mythisierung, Gründung, Erlösung und Sinnstiftung
Die farbige Szene am Filmende, die mit dem Lied Jerusalem aus Gold unterlegt ist und in der die Schindlerjuden nebeneinander über ein als Israel zu verstehendes, freies Land schreiten, wurde als Umwandlung und Mythisierung der bis dahin in dem Film erzählten Geschichte in eine Gründungsgeschichte interpretiert. Die Szene transformiere die Verfolgung der Schindlerjuden, so Kramer, „zu einer Vorgeschichte, zu einem mörderischen Durchgangsstadium,“ und zeige „die Inbesitznahme der […] wahren Heimat, in der die Reise ein Ende hat und wo die Überlebenden sich […] entfalten und vermehren können.“
Schindler lässt sich in dem Zusammenhang als eine „charismatische Führerfigur“ interpretieren, die das Volk der Schindlerjuden aus der lebensbedrohlichen Fremde rettet und es auf den Weg in das Gelobte Land bringt. Damit ähnelt er Moses, der die Israeliten beim Auszug aus Ägypten anführte – ein Vergleich, den im Film auch Amon Göth in einer Frage an Schindler anstellt. Da die Schindlerjuden als Zeichen ihrer Dankbarkeit Schindler den aus selbsteingeschmolzenem Gold hergestellten Ring überreichen, während die Israeliten einst um das Goldene Kalb getanzt sind, ergebe sich, so der Filmwissenschaftler Thomas Elsaesser, eine „beinahe mythische Autorität“, trügen doch die Auserwählten bei ihrem Wiedererscheinen am Horizont die Opfer einer Vergangenheit in eine nationenbildende Zukunft. Spielberg habe sich damit, so Elsaesser weiter, weniger eine bestimmte Version des Holocaust als vielmehr von jüdischer Erlösung angeeignet und dabei mit einer erkennbar amerikanischen, Immigranten-, Siedler- und Gründerväter-Rhetorik versetzt. Elsaesser hielt insofern Lanzmanns in einem BBC-Interview vorgebrachte, antiamerikanische Kritik für gerechtfertigt, dass Spielbergs Film typisch für amerikanische Juden sei, die sich den Holocaust aneignen wollten.
Der Historiker Peter Schulze verstand die Pilgerschaft der Schindlerjuden und ihre Ankunft in Israel als „heilsgeschichtliche Auslegung“ des Holocaust. Durch die Parallelisierung mit dem alttestamentlichen Zug ins Gelobte Land würde jener Ankunft ein teleologischer Sinn verliehen, der gerade durch den Holocaust negiert worden sei. Der Prolog, in dem das Verschwinden der Familie und die erlöschende Kerze symbolisch für die drohende Auslöschung der Juden stünden, bilde gemeinsam mit dem Ende des Films eine „sinnstiftende narrative Rahmung der Holocaust-Darstellung.“ Jene Rahmung werde als authentisches Ereignis ausgegeben und neutralisiere so die historischen Tatsachen; es sei dies, so Schulze, „das Unhaltbare“ an Spielbergs Holocaust-Darstellung. Die Mythisierung Schindlers diene „einer versöhnlichen Darstellung des Holocaust, einer Aufarbeitung,“ in der dem Holocaust etwas Positives „abgerungen“ werde.

### Gegenüberstellung von Schindler und Göth
Ähnlich einem Alter Ego beziehungsweise Spiegelbild, wird die Figur Amon Göth im Film Oskar Schindler gegenübergestellt, wobei beider Ähnlichkeit betont wird. Der Vergleich zwischen ihnen wird durch die Szene, in der sie sich in alternierenden Einstellungen vor einem Spiegel rasieren, eingeleitet. Beide sind gesellige Frauenhelden, Trinker und Kriegsgewinnler, reiten Pferde und halten, wenn auch auf unterschiedliche Weise, das Leben von Juden in ihren Händen; beide Charaktere sind von Ambivalenz, Vorteilsdenken und einer Vorliebe für Luxus geprägt.
Zunehmend wird bei der Gegenüberstellung der beiden aber auch ihre Verschiedenheit betont. Dazu dient vor allem ihr getrenntes Aufeinandertreffen mit Helene Hirsch im Weinkeller von Göths Haus. Während sich Schindler anteilnehmend Hirschs Bericht über ihr Leiden unter Göth anhört und ihr schließlich einen schlichten Kuss auf die Stirn gibt, ist Göths Besuch bei ihr ein Monolog voller rhetorischer und selbstbeantworteter Fragen. In der Szene versucht Göth sich davon zu überzeugen, dass er sich deshalb von ihr angezogen fühlt, weil von ihr ein magischer Reiz ausgeht. Da er jedoch unfähig ist, mit verbotenen Gefühlen von Zärtlichkeit umzugehen, verprügelt er Hirsch als eine „jüdische Schlampe“. In der Szene verlässt Göth sich auf das in der NS-Propaganda typische Stereotyp von der jüdischen Frau als Verführerin. Besagtes Stereotyp, so der Wissenschaftler Eric Sterling, verwende Spielberg hier, um es zu untergraben, indem er es in den Mund eines sadistischen Verrückten lege.

### Darstellung der Juden
In einem Beitrag für das Buch Spielberg’s Holocaust (1997) kritisierte die Literaturwissenschaftlerin Sara R. Horowitz den Film, weil er antisemitische Stereotype enthalte. Ähnliche Kritik hatten zuvor auch schon Lanzmann und Andere geäußert. Die Szene etwa, die jüdische Männer in einer Kirche beim Schwarzhandel zeigt, rufe, so Horowitz, das antisemitische Gerücht wach, demzufolge Juden heilige christliche Riten und Orte entweihten. Darin reproduziere der Film zudem das antisemitische Stereotyp des listigen, schlauen, über gute Kontakte verfügenden Juden wie in den Protokollen der Weisen von Zion verbreitet. Ferner bekräftige der Film wiederholt das antisemitische Stereotyp des geldraffenden Juden, indem er reiche jüdische Familien zeige.
Andere hatten Einwände gegen solche Kritik. Buchautor Henry Gonshak zum Beispiel betonte, dass Horowitz mit ihrer Kritik die Tatsache übersehe, dass keine der jüdischen Figuren in dem Film unsympathisch porträtiert werde. Der Medienwissenschaftler Nigel Morris nahm Stellung zu Horowitz’ Einschätzung, der zufolge die jüdischen Investoren, die Schindler trifft, „wie von einem Nazi-Propagandaposter über Eugenik und Rassenkunde“ stammend aussehen. Sie übersehe dabei, so Morris, dass diese Figuren in Schindlers Fabrik wieder erscheinen und, oft als Menschenmenge, verschiedene körperliche Typen umfassen. Und zu Horowitz’ Kritik an der Kirchenszene meinte er, dass man das Verhalten der Juden darin auch als entschiedenen Widerstand oder als Beweis für bewundernswerte Anpassung verstehen könne.
Nicht nur Horowitz meinte, dass Jüdinnen in dem Film erotisiert dargestellt würden. Sven Kramer zum Beispiel hob hervor, dass es sich bei der Szene, in der sich die Schindlerjüdinnen im KZ Auschwitz entkleiden, um eine „Aktszene“ mit erotischen Anklängen handele und Spielberg die Identifikation mit den Juden darin mit Hilfe erotisch suggestiver Bilder aufbaue: „Im punktuell gesetzten Seitenlicht hebt sich der Körper von der dunklen Umgebung ab, das diffuse Gegenlicht umlegt ihn mit einem leichten Strahlenkranz.“ Ferner wurde von Mehreren die Deutung geäußert, dass die Juden in dem Film feminisiert dargestellt würden. Entsprechend der Historikerin Judith E. Doneson etwa bilde Schindlers Liste keine Ausnahme unter Holocaust-bezogenen Filmen, die den Juden als schwache, weibliche, auf den Schutz durch starke, männliche Christen bzw. Nichtjuden angewiesene Figur porträtiere.

### Dokumentarischer Charakter und Authentisierung
Es gibt etliche Merkmale, die den Film dokumentarisch und authentisierend, die Wirklichkeit abbildend, wirken lassen. Zu ihnen gehört, dass er überwiegend in Schwarz-Weiß gedreht wurde, den Farben, in denen auch die meisten fotografischen und filmischen Aufnahmen aus der Zeit des Holocaust sind und die im Zuschauer Assoziationen mit der damaligen Zeit wecken. Weiterhin kommt zur Authentizitätssteigerung Originalton-Material zum Einsatz, beispielsweise Winston Churchills Radioansprache, in der er die Kapitulation Deutschlands verkündet. Abgesehen von den Namen der Schindlerjuden im Epilog werden zudem an 24 Stellen im Film Inserts eingeblendet, die Informationen, zum Beispiel über die Handlungszeit, den Handlungsort oder den Kriegsverlauf enthalten. Sie geben dem Film einen journalistischen Anstrich und wirken wie ein Ersatz für einen Erzähler oder Kommentator.
Zur dokumentarischen Wirkung tragen die Originalschauplätze, an denen gedreht wurde, aber auch der Einsatz eher unbekannter Schauspieler, wodurch die Aufmerksamkeit des Zuschauers stärker auf die verkörperte Figur als auf die Persönlichkeit ihres Darstellers gelenkt wird, bei. Nicht zuletzt dadurch, dass die realen Schindlerjuden, begleitet von ihren Darstellern im Film, im Epilog in der Gegenwart einen Stein auf das Grab ihres Retters legen, entsteht beim Zuschauer der Eindruck, dass das zuvor Gesehene der Wahrheit entspricht. Auch die Handkameraästhetik steigert den Eindruck von Authentizität. Ihr Einsatz trägt in Kombination mit dem Bildaufbau, dem Toneinsatz, dem Montagerhythmus und schnell wechselnden Perspektiven zu einem Effekt bei, der Newsreels ähnelt. Der Literaturwissenschaftler Manuel Köppen verglich diese Ästhetik mit CNN-Aufnahmen von Vietnam bis Kroatien und wandte sich damit auch gegen Einschätzungen von Kritikern, die das Schwarz-Weiß-Material des Films mit Wochenschauen der 1940er Jahre verglichen hatten.
Rezipienten äußerten die Auffassung, dass die Zuschauer in der Duschszene dazu gezwungen würden, sich mit den Schindler-Jüdinnen zu identifizieren. Angesichts dessen, meinte etwa Martínez, wirke der Film „wie ein psychischer Prägestock, der die Emotionen des Zuschauers in vorbestimmter Weise erregt und formt“. Das stelle einen deutlichen Gegensatz zu Spielbergs Behauptung dar, sich selbst so weit wie möglich zurückzunehmen und „den Zuschauern ihre Gefühle mit einer objektiven Geschichte zurückzugeben“. Die Zuschauerlenkung ziele, so Martínez, „auf eine kathartische Teilnahme am Schicksal der Protagonisten, auf identifikatorischen Jammer und anteilnehmenden Schauder.“ Frank Schirrmachers Auffassung, es handele sich um einen „zutiefst unideologischen Film“, sei insofern ebenso unzutreffend wie die Urteile vieler anderer deutscher Kritiker, die dem Film dokumentarische Authentizität attestiert hatten. Zu diesen „so eklatant verfehlten Beurteilungen“ sei es gekommen, weil die Kritiker unter dem Begriff Authentizität eine auf Zeugenschaft beruhende Authentizität verstanden hätten, indem sie ihm die Verwendung originaler Drehorte und Spielbergs jüdische Herkunft zugrunde gelegt hätten.

### Stil und Ästhetik
Der Film wurde als ein Pastiche und eine Assimilation filmischer Stile verstanden. Abgesehen von den Wochenschauen des Zweiten Weltkriegs und CNN-Reportagen zitiere er den Film noir, den Deutschen Expressionismus und den Italienischen Neorealismus. Trotz der Vielzahl der Stile sind die Übergänge zwischen ihnen fließend und fast nicht zu bemerken.
Wissenschaftler äußerten sich überzeugt davon, dass der ausgiebige Einsatz von Schwarzweiß weniger dem Anspruch auf Realismus beziehungsweise Wahrheit als vielmehr filmischen Traditionen geschuldet sei, die mit Schwarzweiß assoziiert sind. Der Einsatz von Schwarzweiß variiert je nachdem, welcher filmische Stil zitiert wird. Der in einem Kabarett-ähnlichen Milieu stattfindenden Szene am Anfang des Films etwa, so die Wissenschaftlerin Yosefa Loshitzky, sei durch das dramatisch kontrastierende Schwarzweiß ein Chiaroscuro-ähnliches Wechselspiel von Licht und Schatten zu eigen – Anspielungen, die von Hollywood-Studiofilmen wie zum Beispiel jenen von Joseph von Sternberg, Orson Welles und Max Ophuls beeinflusst seien. Vor allem Szenen, die das Alltagsleben im Krakauer Ghetto oder in Schindlers Fabrik zeigen, ähnelten dem Stil des Italienischen Neorealismus, einer mit Schwarzweiß-Darstellungen des Lebens in Italien während und nach dem Zweiten Weltkrieg assoziierten Bewegung.
Ein wesentliches Stilmittel des Films ist die Asynchronität zwischen Bild und Ton. So werden die letzten Bilder einer Szene bzw. Sequenz schon mit der Tonspur der folgenden unterlegt. Dadurch werden ohne Spannungsabfall gleitende Übergänge geschaffen, das Erzähltempo beschleunigt und die Handlung verdichtet. Das Stilmittel wird teils auch zusammen mit der Parallelmontage eingesetzt.
Dem Film wurde zugeschrieben, Gewalt zu ästhetisieren. Die Autorin Ora Gelley zum Beispiel begriff den Film anhand der Szene so, in der Göth von seinem Balkon aus mit einem Gewehr zwei Häftlinge des KZ Plaszow erschießt. Darin wechseln sich Point-of-View-Shots des wenig bekleideten Göth, die ihn beim Schießen zeigen und sich mit Einstellungen seiner halbnackten Gespielin im Bett abwechseln. Wegen der großen Distanz zwischen den Positionen der Kamera und der Opfer seien die sexualisierten Körper von Göth und seiner Freundin akzentuiert. Wie auch bei der Misshandlung von Hirsch durch Göth erzeuge die Szene eine problematische Art von Faszination mit der Nazi-Ästhetik von Gewalt und Sexualität und dämpfe damit die Stimmen der Opfer. Jene Ästhetisierung von Gewalt überwinde der Film hingegen in der Szene, in der Göth seinen Dienstjungen Lisiek erschießt. Denn darin werde der Mord durch die augenzeugenähnliche Perspektive von Stern geschildert, der Zuschauer bleibe außerhalb von Göths Rolle und die Einstellungen Schuss-Gegenschuss und Point-of-View würden hier vermieden.

### Visuelle Nachbildungen und Bildzitate
Zur Betonung des dokumentarischen Charakters von Szenen arbeitet der Film mit visuellen Nachbildungen beziehungsweise Bildzitaten historischer Fotografien. Eines der im Film nachgebildeten Fotos zeigt die Straße im Ghetto mit lauter Koffern und Kleidungsstücken und symbolisiert die Abwesenheit der deportierten Bewohner, andere Szenen zitieren etwa Margaret Bourke-Whites Aufnahmen von Häftlingen hinterm Stacheldrahtzaun befreiter Konzentrationslager.
Doch nicht nur historische Fotografien, sondern auch Bildmaterial aus früheren Filmen, die den Holocaust thematisieren, werden in Schindlers Liste nachgebildet und zitiert. Hinsichtlich der Darstellung der Konzentrationslager etwa mit matschigem Boden, über den die Häftlinge laufen, verweist der Film – so, wie auch viele andere, vor Schindlers Liste entstandene Filme – auf den polnischen Spielfilm Die letzte Etappe (1948). Auf den Dokumentarfilm Nacht und Nebel (1956) spielt Spielbergs Film an, indem er die Montagesequenz nahezu identisch nachbildet, die Kofferstapel und Berge von Schuhen und Brillen zeigt.
Bei den Zitaten und Nachbildungen von Bildern aus früheren Filmen handelt es sich um visuelle Stereotypen, die – entsprechend der Einschätzung des Filmwissenschaftlers Tobias Ebbrecht – als Ersatz für Primärerinnerungen, die im Publikum fehlen, an das historische Ereignis dienen. Der Film konstruiere sich auf diese Weise „als ein neues Momument der Erinnerung, das sich vorherige filmische Erinnerungsformen einverleibt und deren Wirkungen in die eigene ästhetische Wirkungsstrategie integriert.“ In dem Zusammenhang interpretierte die Historikerin Sabine Moller Spielbergs Absicht mit dem Film als einen „Abbildrealismus“ bezüglich der Erinnerung, denn nicht die Realität, sondern „die von der filmischen Erinnerung repräsentierte Realität“ wolle er originalgetreu wiedergeben. Da es sich bei den Bild- und Filmzitaten, so die Schriftstellerin Sonja M. Schultz, um eine „Kompilation von Bekanntem“ handelt, würden der Wiedererkennungseffekt und die authentische Wirkung der Fiktion gestärkt.
Die visuellen Nachbildungen haben den Charakter von Bildikonen. Zu ihnen gehört auch die Geste einer durchgeschnittenen Kehle, mit der ein polnischer Junge den Juden im vorbeifahrenden Deportationszug ihr bevorstehendes Schicksal anzeigt. Schindlers Liste adaptiert damit die Geste eines in Lanzmanns Dokumentarfilm Shoah interviewten polnischen Mannes, der seine Hand entlang seines Halses bewegt und damit seine Erinnerung an die Ermordung der Juden verdeutlicht. Die Kehlenschnitt-Geste wird in Spielbergs Film gleich dreimal gezeigt: Zweimal ist sie aus unterschiedlichen Blickwinkeln zu sehen, ehe eine der beiden Aufnahmen erneut und – den ikonischen Charakter des Motivs betonend – nunmehr in Zeitlupe zu sehen ist.

### Vergleich mit Romanvorlage und historischen Ereignissen
Wie bei vielen Filmadaptionen literarischer Stoffe ist auch die Adaption von Keneallys halbdokumentarischem Roman zu dem Film von Auslassungen, Vereinfachungen und Verdichtungen geprägt. Dazu gehört besonders, dass in dem Film, anders als im Roman, zahlreiche Aktivitäten in der Figur Stern gebündelt sind, darunter die Beschaffung von Geld für Schindlers Fabrik und die lebenswichtige Vergabe von Blauscheinen an die jüdischen Arbeiter; zudem vereinen sich in der Filmfigur Stern die historischen Personen Mietek Pemper und – als Geschäftsführer von Schindlers Emailwarenfabrik – Abraham Bankier. Nicht zuletzt war Stern an der Niederschrift der Namensliste, die den Schindlerjuden das Leben rettet, nicht in dem im Film gezeigten Maße beteiligt; tatsächlich wurde sie von Raimund Titsch geschrieben, einem Helfer Julius Madritschs, und später im KZ Groß-Rosen neu erstellt. (Siehe auch: Itzhak Stern)
Zu den historischen Umständen, auf die der Film verzichtet, gehört, dass auch jüdische Lagerinsassen bestochen haben, um die Namen Anderer in der lebensrettenden Liste durch die eigenen Namen zu ersetzen. Zudem lässt der Film nicht nur Keneallys Bericht aus, dass Schindler die Juden in Brünnlitz zwecks Verteidigung gegen die SS mit automatischen Waffen ausgerüstet hat, sondern auch, dass er – wie Keneally festhielt – zusätzlich zu seinen Zwangsarbeitern gegen Kriegsende auch die Rettung mehrerer Tausend anderer Juden aus Auschwitz mitarrangiert hatte.
Der Film erzeugt beim Zuschauer die Vorstellung, dass erst Göths Eintreffen in Krakau Anfang 1943 das dortige Morden durch die SS in Gang gesetzt habe. Dies steht im Gegensatz zum Roman, demgemäß es schon Mitte 1942, also vor der Liquidierung des Krakauer Ghettos, einen Überfall der SS auf die Ghettobewohner gegeben hat. Anders als im Film dargestellt, war es entsprechend dem Roman dieser Überfall, den Schindler mit seiner Freundin von dem Hügel aus beobachtete und bei dem ihm das rot gekleidete Mädchen auffiel.
Um die Übersiedelung der jüdischen Zwangsarbeiter und seines Betriebes nach Mähren zu erreichen, hat Schindler im Roman vor allem die Hürden von nationalsozialistischen Behörden in Berlin, Krakau und Mähren zu überwinden. Der Film hingegen vermittelt den Eindruck, dass Schindler Göth zur Verlegung des Betriebes die Arbeiter abkauft. Und anders, als im Film dargestellt, war es nicht Oskar Schindler, der mit Diamanten nach Auschwitz gereist ist, um die Jüdinnen freizukaufen, sondern eine ihm nahestehende Frau.
Während der Roman auch unterschiedliche Überlieferungen zum tatsächlichen Geschehen anbietet und dabei auf Pathos verzichtet, kennt der Film, worauf unter anderem der Literaturwissenschaftler Eckart Oehlenschläger hinwies, „keine hypothetischen Perspektiven […], sondern nur die Wirkung der größten Wucht“; der Regisseur transformiere das Geschehen zur „Helden-Legende“. Die Heroisierung Schindlers durch den Film zeigt sich auch dadurch, dass seine Promiskuität parallel zu seiner moralischen Entwicklung verschwindet und er nach der Eröffnung seiner Fabrik in Brünnlitz als monogam inszeniert wird, obwohl der reale Schindler zu der erzählten Zeit weiterhin mindestens eine außereheliche Beziehung pflegte.

### Filmmusik
Die Filmmusik wird nach einem bestimmten Muster eingesetzt, wie es der Musikwissenschaftler Berner beschrieben hat. Demzufolge wird diegetische Popmusik – also von sichtbaren Instrumenten gespielte Musik – dazu genutzt, Hedonismus sowie Gier von Mitläufern und Umstehenden abzubilden. Zum Beispiel wird Oskar Schindler mit internationaler Popmusik aus den 1930er Jahren eingeführt, darunter dem Tango Por una cabeza, und damit auch als ein Dandy charakterisiert. Nichtdiegetische Musik, also Hintergrundmusik, dient dazu, Mitgefühl, Mut und Großzügigkeit darzustellen, zu ihr gehört auch das Hauptthema. Hingegen werden Lärm oder Stille dazu eingesetzt, Gewalt zu kennzeichnen, die insbesondere von Nazis ausgeht. Zu dem Lärm gehören die Geräusche von Lkw- oder Pkw-Motoren, pfeifende Dampflokomotiven, Maschinengewehrsalven und Einzelschüsse.
Das Hauptthema des Soundtracks unterstreicht die Wandlung Schindlers von einem Nazi-Kollaborateur und -Profiteur hin zu einem heldenhaften, altruistischen Retter. So wird die Musik anfangs, bei Schindlers erstem Entschluss, ein älteres Paar vor seiner Deportation zu bewahren, noch behutsam und, nur von einer Gitarre gespielt, eingesetzt. Später dann, als Schindler mit Sterns Hilfe beginnt, die rettende Liste zu schreiben, erklingt die Musik deutlicher, nunmehr gespielt von dem Geiger Itzhak Perlman und orchestral begleitet. In der zweiten Hälfte des Films dient das Hauptthema dazu, das Happy End anzukündigen und zu unterstützen.
An dem Soundtrack kommt durch verschiedene Stile jüdischer Musik eine ausgeprägte jüdische Identität und aschkenasische Tradition und damit auch die auf dokumentarische Wirkung zielende Strategie des Regisseurs zum Ausdruck. Zu den Musikstilen gehören neben der religiösen Musik des gesungenen Schabbat-Gebets am Filmbeginn auch die Stücke, die während der Auflösung des Krakauer Ghettos erklingen. Diese bestehen aus Klezmer-Musik, hier vor allem in Form des Klarinettensolos von Giora Feidman, und dem von einem Kinderchor gesungenen jiddischen Volkslied Oyfn pripetschik. Es wurde von Mark Warschawskyj im 19. Jahrhundert komponiert und war in der jüdischen Gesellschaft vor dem Zweiten Weltkrieg sehr populär, ehe es wegen bestimmter Textvarianten, die den Leidensweg des jüdischen Volks mit den Ereignissen der frühen 1940er Jahre verbinden, auch als ‚Ghettolied‘ bekannt wurde.

### Bilderverbot
Die Diskussion darüber, ob der Holocaust mit den Mitteln der Kunst und damit auch des Spielfilms darstellbar sei, wurde schon lange vor dem Erscheinen von Schindlers Liste geführt, so auch rund um die Fernsehserie Holocaust. Prägend für die Debatte ist das Bilderverbot, auch Abbildungs- oder Darstellungsverbot genannt, demzufolge die Gräuel der Shoah bildlich nicht wiedergebbar seien. Es geht zurück auf das zweite der Zehn Gebote im Alten Testament, welches Götzenbilder verbietet und dessen strenge Auslegung in der jüdischen Tradition zu einer Unterbetonung visueller Darstellungen führte, sodass das Wort als wesentliches künstlerisches Ausdrucksmittel verblieb. Das Bilderverbot beruht zudem auf Theodor W. Adornos 1951 veröffentlichter Aussage „Nach Auschwitz ein Gedicht zu schreiben, ist barbarisch“, die manche Rezipienten als ein Verbot gegen jeden künstlerischen Versuch zur Darstellung der Erfahrungen aus den Lagern verstanden. Dem Bilderverbot gegenüber steht das Erinnerungsgebot, also ein Beitrag zu einer Erinnerungskultur, die dem Ereignis angemessen ist.
Mit seiner in Le Monde geäußerten Position, die Fiktion sei eine „Übertretung“ des Flammenkreises um den Holocaust und es sei „jede Darstellung verboten“, bekräftigte Claude Lanzmann das Bilderverbot nicht nur, sondern er weitete es auch zu einem Fiktionalisierungsverbot aus. Sein Kernargument, demzufolge Spielberg dort Bilder eingesetzt habe, wo in Shoah keine gewesen seien, zog der Literaturwissenschaftler Manuel Köppen in Zweifel. Denn auch Shoah setze, so Köppen, Bilder ein, darunter mit Landschaften, Eisenbahnschienen und Zügen solche, bei denen es sich um „inszenierte Erinnerungsflächen“ handele und die nicht lediglich Zeugnisse dokumentierten. Angesichts dessen zeichne sich unter Schindlers Liste auch Shoah ab. Lanzmanns Vorstellung, der zufolge Shoah die allein angemessene Form filmischer Annäherung sei und massenmediale Produkte wie Schindlers Liste ihren Gegenstand trivialisierten, gehöre zu den in ihrer Konsequenz fatalen, „ethisch-ästhetischen Polarisierungen“.
Im Rahmen der Debatte um die Darstellbarkeit des Holocaust argumentierte der irische Philosoph Richard Kearney für Empathie als ein wesentlicher Faktor von Erzählkraft und wandte sich dabei sowohl gegen Lanzmann als auch gegen den eine ähnliche Haltung vertretenden Philosophen Jean-François Lyotard. Es sei ungenügend, so der amerikanische Religionswissenschaftler Robert A. Erlewine Kearney wiedergebend, wie Lanzmann mittels Shoah den Horror der Ereignisse in einer rein indirekten Weise wachzurufen, denn es würden mehr Menschen – auch tiefgründiger – erreicht, wenn sie das Leid und den Horror so fühlten und erlebten wie, als wenn sie bei den Ereignissen selbst anwesend wären. Spielberg sei ebenso ethisch motiviert wie auch Lanzmann und Lyotard.
Den Film nur wegen einer von vornherein begründeten Undarstellbarkeit abzulehnen, befand die Dozentin Miriam Bratu Hansen in ihrem vielbeachteten Essay, wäre eine vergebene Chance, die Signifikanz der Shoah in der Gegenwart und den anhaltenden, unentschiedenen Auseinandersetzungen zu verstehen, über die Vergangenheit erinnert werde. Sie vermisste in Lanzmanns Kritik besonders die Dimension des Akustischen und die Rolle des Tons in der Produktion von Visualität. Eine Fülle von Asynchronisierungen des Tons wie das Sprechen einer Figur, das in ein Voiceover dokumentarischen Stils übergeht, riefen einen Effekt hervor, der, wie auch andere Filme mit perfekter Ton-Bild-Abstimmung, „ein unmittelbares und totalitäres Verständnis von Realität“ vermittele.
Lanzmanns Haltung gegen jede Abbildung der Massenvernichtung blieb eine Minderheitenmeinung. Dem Film wurde zugeschrieben, das Bilderverbot beendet zu haben beziehungsweise eine Befreiung von selbigem zu repräsentieren. Sonja M. Schultz machte dafür die „hochprofessionelle Dramatisierung“ und die Gewaltinszenierung des Films verantwortlich. Frank Bösch erklärte die Thematisierung der Vergasung, ohne sie abzubilden, zwar als eine erneute Grenzsetzung, gleichwohl aber auch als die Markierung des Endes des Bilderverbots.

### Universalisierung und Amerikanisierung des Holocaust
Dem Film wurde zugeschrieben, die Fragen aufzuwerfen, wie ein Individuum in einer Welt, die jeglichen moralischen Antrieb aufgegeben zu haben scheint, dennoch moralisch handeln könne und, – Bezug nehmend auf den im Film aufgesagten Talmud-Spruch – wie die Menschheit eine menschlichere Zukunft erreichen könne. Diese Fragen beziehungsweise Botschaften wurden als Enthistorisierung und Universalisierung des Holocaust verstanden, zentralen Merkmalen von transnationaler Erinnerungskultur am Ende des 20. Jahrhunderts. Insofern, so der Historiker Christoph Classen, seien der Holocaust und Auschwitz zu „Chiffren des ‚Bösen‘“ geworden – eine Entwicklung, in der Schindlers Liste einen Meilenstein darstelle.
Besagte Universalisierung wird zudem als Synonym oder Teil der Amerikanisierung des Holocaust verstanden, einem unter Wissenschaftlern vieldiskutierten Prozess, in dem der Film neben der Holocaust-Fernsehserie und dem Washingtoner Holocaust-Museum eine wesentliche Stellung einnehme. Die Amerikanisierung des Holocaust wird neben seiner Universalisierung mit seiner Medialisierung, Kommerzialisierung und Popularisierung erklärt, aber auch als Instrumentalisierung, Banalisierung, Trivialisierung, Disneyfizierung und McDonaldisierung kritisiert.
Der US-amerikanische Dozent Michael André Bernstein sah in der Universalisierung des Holocaust ein Merkmal des von ihm sogenannten „Schindler’s List Effect“, eines von dem Film ausgehenden Effekts auf die Art und Weise, wie an den Holocaust erinnert werde. Sie zeige sich an Spielbergs wiederholter Äußerung, wonach der Film für Bosniaken oder Afroamerikaner ebenso relevant wie für Juden sei. Der Eifer, den Holocaust als eine Parabel universellen Leids zu interpretieren, lasse den typisch amerikanischen Drang danach erkennen, in jedem Ereignis eine erlösende Bedeutung zu finden. Derartige Auswirkungen verlangten, so Bernstein, einen „scharfäugigen und schamlosen Widerstand.“

### Beurteilung der zeitgenössischen Rezeption in Deutschland
Ein wichtiger Gegenstand wissenschaftlicher Publikationen war auch die Rezeption des Films im Rahmen von dessen Erstveröffentlichung in Deutschland. Wissenschaftler beurteilten sie zum Beispiel als geprägt von Vereinnahmung. Der britische Dozent William J. Niven etwa sprach in diesem Zusammenhang von einer Instrumentalisierung des Films durch Kritiker und Politiker, die sich von dem Film unter anderem die Immunisierung gegen Neonazis oder den Beweis für bürgerlichen Widerstand und Philosemitismus erwünscht hätten.
Journalistische Medien Deutschlands hatten Schindlers Liste als einen Film eingeordnet, der den Holocaust zum zentralen Thema habe beziehungsweise ein Film über den Holocaust sei. Wissenschaftler wiesen das aber zurück und machten darauf aufmerksam, dass es sich vielmehr um eine Ausnahmegeschichte über die Rettungsaktion eines Einzelnen vor dem Hintergrund der Shoah handele. In jener kritisierten Behauptung, wie auch dem Emporheben des Films zu einem – wie es etwa Andreas Kilb formulierte – „Ereignis der Zeitgeschichte“ durch manche Zeitungen glaubte der Politologe Peter Reichel eine zweifelhafte „Umdeutung der Ausnahmegeschichte zu einem filmisch-repräsentativen Gesamtpanorama mit schuldbefreiendem Ausblick“ zu erkennen: „Man sah, was man sehen wollte und erinnerungspolitisch offenbar dringend benötigte.“ Mitverantwortlich für die fragwürdige „Vereinnahmung des Films zu einem nationalen Ereignis“ sei auch die Zeit mit ihrem auch doppeldeutig verstehbaren Urteil zu Beginn der öffentlichen Debatte, demzufolge Spielberg mit seinem Film die Deutschen „von Holocaust erlöst“ habe.
Vor dem Hintergrund, dass der Film weltweit innerhalb kürzester Zeit „zum definitiven Ausgangspunkt und Rahmen“ vor allem für die pädagogische Auseinandersetzung mit dem Holocaust avanciert sei, vermisste die Erziehungswissenschaftlerin Ingrid Lohmann in der deutschen Presseberichterstattung eine ausreichend kritische Betrachtung des Films. Auch durch Politiker und Publizisten sei der Film den Nachwachsenden in einer „naiven Lektüre“ dargeboten worden. Auslassungen und Simplifikationen im Zuge der Mediatisierungen des Films, darunter der Adaption des Romans als Drehbuch, seien übersehen bzw. nicht zur Diskussion gestellt worden. Am Zögern, den Film kritisch zu betrachten, komme, so Lohmann, „eine gänzlich mißverstandene pädagogische – […] volkserzieherische – Haltung“ zum Ausdruck.
Historiker verglichen die Aufnahme des Films in Deutschland mit der der Fernsehserie Holocaust. Matthias Weiß etwa äußerte die Auffassung, dass beim Diskurs um Schindlers Liste im Vergleich zu jenem um Holocaust von „‚Betroffenheit‘ im Sinne eines kollektiv-verbindlichen Angehens kaum mehr die Rede“ gewesen sei, sondern an „die Stelle der öffentlichen und inhaltsbezogenen Emotionalität […] die Abgeklärtheit eines Diskurses getreten“ sei, der von Fragen der Darstellung und der Authentizität der Erinnerung geprägt gewesen sei. „Das kollektive Gedächtnis“, so Matthias Weiß weiter, „hatte offenbar seine nationale Spontaneität verloren und war Teil eines selbstreflexiven Mediendiskurses geworden, der die Fortdauer der kollektiven Erinnerung an die deutschen Verbrechen zugleich ermöglichte und reflektierte.“ Während bei Holocaust Reaktionen aufgetreten seien, die auf das Fortbestehen einer noch vorhandenen Kontinuität mit dem mentalen Kontext der NS-Verbrechen hingewiesen hätten, sei Spielbergs Film auf eine Gesellschaft getroffen, bei der es ein hohes Maß an Bereitschaft gegeben habe, sich der Beschäftigung mit der NS-Vergangenheit zu stellen.
Der Literaturhistoriker Christoph Weiß verglich die Reaktionen auf den Film mit jenen auf Peter Weiss’ Theaterstück Die Ermittlung von 1965, das den ersten der Frankfurter Auschwitzprozesse thematisiert, und hob dabei Hellmuth Karaseks Urteile hervor. Hatte Karasek als Theaterkritiker der Stuttgarter Zeitung die Frage der Darstellbarkeit von Auschwitz mit dokumentarischen oder fiktionalen Mitteln 1965 noch prinzipiell verneint, so hatte er 1994, mittlerweile leitender Kulturredakteur des Spiegel, Spielbergs Film gelobt und ihn unter anderem als „die Wahrheit der Kunst“ angepriesen. Dieser signifikante Wechsel in der Auffassung, so Christoph Weiß, lege nahe, dass das „Inkommensurable […] im Prozeß der ›Historisierung‹ kommensurabel und konsumierbar geworden“ sei.

## Gesamtbeurteilung, Stellenwert und andere Einflüsse
Mit Blick auf die Massenwirkung des Films – nicht nur in Deutschland – äußerten manche Rezipienten, dass Schindlers Liste nur mit der Fernsehserie Holocaust vergleichbar sei. Matthias Weiß bezeichnete die Werke 2001 als die „beiden wirkungsvollsten Darstellungen der NS-Verbrechen“, Silvia Bahl schrieb 2019 von „zwei Meilensteinen der Auseinandersetzung mit den NS-Verbrechen, deren epochale Bedeutung für den öffentlichen Diskurs heute klarer denn je gesehen wird.“ Die Schriftstellerin Sonja M. Schultz meinte, dass der Film die Geschichtsbilder seines Publikums so nachhaltig beeinflusst habe wie kaum eine andere Kinofiktion. Der Historiker Henning Tümmers (2021) beurteilte ihn als „identitätsstiftend“ für die Bürger Deutschlands und als „paradigmatisch […] für das Postulat, Lehren aus der Vergangenheit zu ziehen.“
Nach der Auffassung von Rezipienten trug der Film entscheidend dazu bei, dass der Holocaust zu einem Bestandteil der Kulturindustrie beziehungsweise des Mainstream-Kinos wurde. Manche sahen durch ihn auch das Genre des Holocaust-Films begründet. Frank Bösch hob den Film als Manifestation des Trends hin zur Authentizität hervor, der bei Filmen über den Holocaust seit Ende der 1980er Jahre zu beobachten gewesen sei und der die Beziehung zwischen Spielfilm und Geschichtswissenschaft verschoben habe.
Über die bereits genannten Einflüsse, darunter den Einsatz als Unterrichtsmittel, hinaus hatte der Film zahlreiche weitere Nachwirkungen. So erschien im Zuge seiner Erstveröffentlichung eine Fülle von Publikationen über Oskar Schindler. Und er hatte zur Folge, dass Studien über die Themen Besatzungspolitik, Vernichtungslager und Korruption im Nationalsozialismus erschienen, die von der deutschen Geschichtswissenschaft bis dahin vernachlässigt worden waren.
Innerhalb von Steven Spielbergs filmischem Gesamtwerk stellt Schindlers Liste einen Bruchpunkt dar. Nicht nur bekannte er sich mit dem Film zum Judentum. Sondern die filmisch-magische Überhöhung, von der vorherige Filme in Bezug auf die Sinnes- und Gesinnungsänderung des Protagonisten geprägt sind, weicht ab hier einer durchgängigen Orientierung am Wert des einzelnen Lebens, die an Schindlers Sinneswandel durch die Begegnung mit Einzelschicksalen deutlich wird.

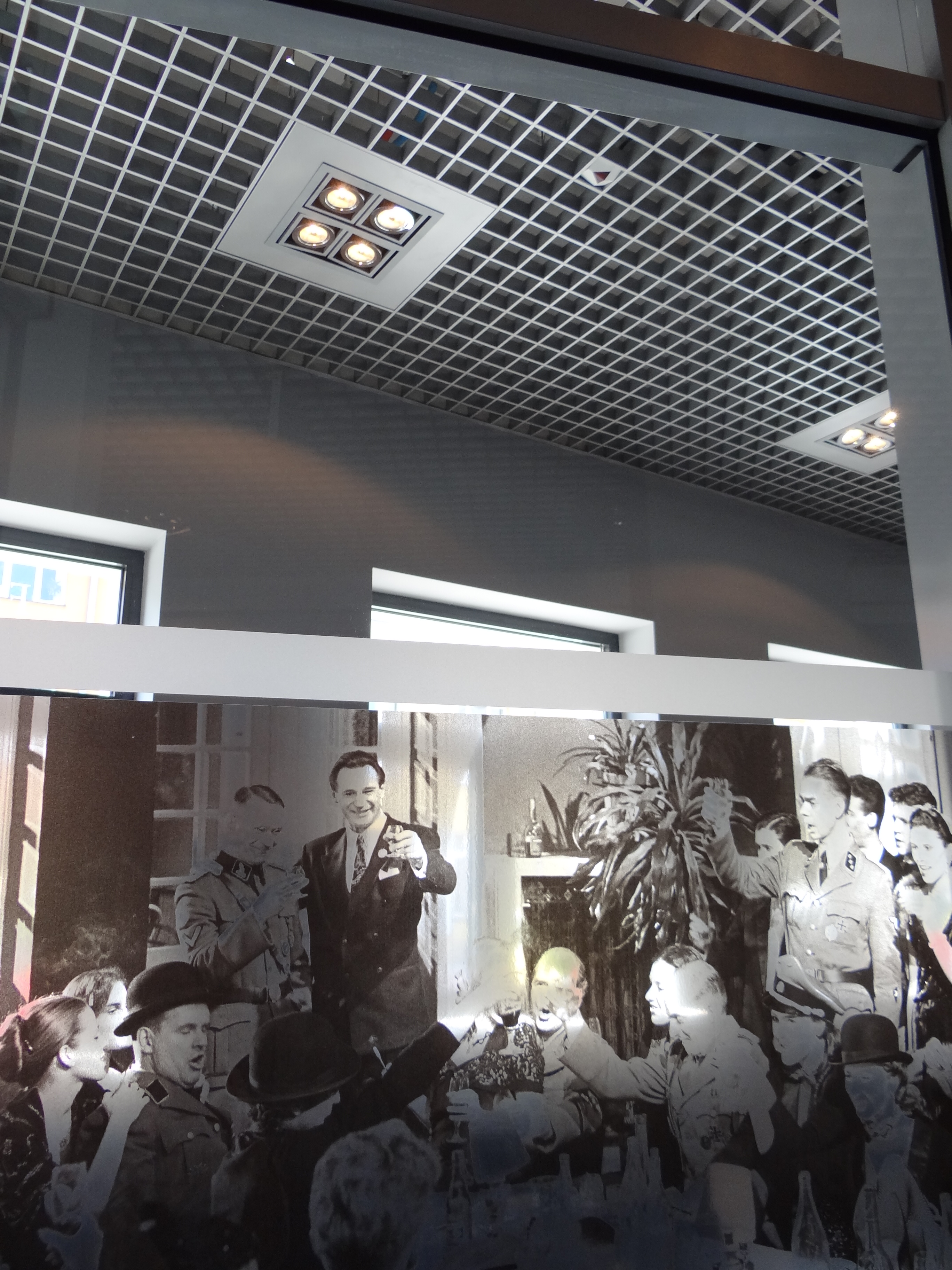
Standbild aus dem Film im Krakauer Museum Fabryka Emalia Oskara Schindlera

Durch den Film beziehungsweise seinen Regisseur wurde Krakau nicht nur zu einem Ort des Filmtourismus, sondern der Stadtteil Kazimierz wurde auch weltberühmt und zu einer Holocaust-Gedenkstätte. In Kazimierz werden Tagestouren sowohl nach Auschwitz als auch zur ehemaligen Fabrik Oskar Schindlers angeboten. Deren Gebäude im Stadtteil Podgórze beherbergt seit 2010 das Museum Fabryka Emalia Oskara Schindlera, das an das Schicksal der Krakauer Juden während des Zweiten Weltkriegs erinnert und dabei auch auf den Film Bezug nimmt.
Mit inspiriert durch den Film, machte der Schweizer Christoph Meili 1997 zur Vernichtung bestimmte Dokumente publik, die entsprechend seiner damaligen Annahme Bankbeziehungen mit jüdischen Holocaust-Opfern belegten, und wurde so zu einem Whistleblower.
Besonders wegen des Epilogs, in dem Nachfahren von Schindlerjuden auftreten und der die in dem Film erzählte Geschichte wahrhaftig erscheinen lässt, wurde dem Film zugeschrieben, den Trend hin zur Verwendung von Reenactment beeinflusst zu haben, der bei Geschichtsdokumentationen im Fernsehen seit Mitte der 1990er Jahre zu beobachten ist.
Der israelische Videokünstler Omer Fast schuf 2003 die Videoinstallation Spielberg’s List, für die er Bewohner, die in dem Kinofilm einst als Statisten mitgewirkt hatten, der polnischen Drehorte von Schindlers Liste interviewte und damit auf künstlerische Weise den Einfluss des Hollywood-Spielfilms auf die Region und ihre Bewohner interpretierte. Florian Battermann adaptierte Schindlers Geschichte 2018 unter dem Titel Oskar Schindlers Liste für die Theaterbühne.

### Monografien
- Helga Amesberger, Brigitte Halbmayr: „Schindlers Liste“ macht Schule. Spielfilme als Instrument politischer Bildung an österreichischen Schulen – Eine Fallstudie (= Studienreihe Konfliktforschung, Nr. 9), Braumüller, Wien 1995, ISBN 3-7003-1107-9.
- Catrin Corell: Der Holocaust als Herausforderung für den Film. Formen des filmischen Umgangs mit der Shoah seit 1945. Eine Wirkungstypologie (PDF; 10,3 MB; Schriftenreihe des Fritz Bauer Instituts, Band 20), Transcript Verlag, Bielefeld 2009, ISBN 978-3-89942-719-6 (Dissertation, Universität Mannheim 2006), S. 233 ff.
- David M. Crowe: Oskar Schindler: The Untold Account of His Life, Wartime Activities, and the True Story Behind the List, Westview Press, Cambridge 2007, ISBN 978-0-465-00253-5.
- Tobias Ebbrecht: Geschichtsbilder im medialen Gedächtnis. Filmische Narrationen des Holocaust. transcript Verlag, Berlin 2011, ISBN 978-3-8376-1671-2 (Dissertation, FU Berlin 2010), S. 183 ff.
- Henry Gonshak: Hollywood and the Holocaust. Rowman & Littlefield, Lanham 2015, ISBN 978-1-4422-5223-3, S. 187 ff.
- Sven Kramer: Auschwitz im Widerstreit. Zur Darstellung der Shoah in Film, Philosophie und Literatur. Springer Fachmedien, Wiesbaden 1999, ISBN 978-3-8244-4366-6.
- Helmut Korte: Einführung in die Systematische Filmanalyse, 4. Auflage, Erich Schmidt Verlag, Berlin 2010, ISBN 978-3-503-12241-7, S. 167–215.
- Joseph McBride: Steven Spielberg. A Biography. Second Edition, University Press of Mississippi, Jackson 2010, ISBN 978-1-60473-836-0.
- Nigel Morris: the cinema of Steven Spielberg. empire of light. Columbia University Press, New York, Chichester 2007, ISBN 978-0-231-50345-7, S. 214 ff.
- Johannes-Michael Noack: „Schindlers Liste“ – Authentizität und Fiktion in Spielbergs Film (= Media Studien, Nr. 4), Leipziger Universitätsverlag, Leipzig 1998, ISBN 978-3-933240-05-7 (Dissertation, Universität Leipzig; eingeschränkte Vorschau in der Google-Buchsuche)
- Franciszek Palowski: Spielberg: W Poszukiwaniu Arki. Parol, Krakau 1993, ISBN 83-85331-48-4. (polnisch)
  - Englische Übersetzung von Anna und Robert G. Ware: Witness. The Making of Schindler’s List. Orion, London 1999, ISBN 0-7528-1791-4.
- Andy Pearce: Holocaust Consciousness in Contemporary Britain (= Routledge Studies in Cultural History, Nr. 27), Routledge, New York 2014, ISBN 978-0-203-48421-0.
- Peter Reichel: Erfundene Erinnerung. Weltkrieg und Judenmord in Film und Theater, Hanser Verlag, München 2004, ISBN 3-446-20481-4, S. 301 ff.
- Werner Schneider: Oskar Schindler – Steven Spielberg. Wer ein einziges Leben rettet, rettet die ganze Welt, Bernstein-Verlag, Bonn, Siegburg 2016, ISBN 978-3-945426-24-1.
- Sonja M. Schultz: Der Nationalsozialismus im Film. Von Triumph des Willens bis Inglourious Basterds (= Deep focus, Nr. 13), Bertz + Fischer Verlag, Berlin 2012, ISBN 978-3-86505-314-5.
- Martina Thiele: Publizistische Kontroversen über den Holocaust im Film (PDF; 8,9 MB), LIT Verlag, Münster 2001, ISBN 3-8258-5807-3 (Dissertation, Georg-August-Universität Göttingen)

### Sammelbände
- Klaus L. Berghahn, Helmut J. Schneider, Jürgen Fohrmann (Hrsg.): Kulturelle Repräsentationen des Holocaust in Deutschland und den Vereinigten Staaten (German life and civilization, Nr. 38), Peter Lang Verlag, New York 2002, ISBN 0-8204-5208-4.
- Thomas Fensch (Hrsg.): Oskar Schindler and His List: The Man, the Book, the Film, the Holocaust and Its Survivors, Paul S. Eriksson, Forest Dale 1995, ISBN 0-8397-6472-3. (Nachdruck von englischsprachigen Kritiken und anderen journalistischen Beiträgen)
- Günter Giesenfeld, Thomas Koebner (Hrsg.): Augen-Blick. Marburger und Mainzer Hefte zur Medienwissenschaft Nr. 36 von 2004: Zur neuen Kinematographie des Holocaust (PDF; 2,4 MB)
- Initiative Sozialistisches Forum (Hrsg.): Schindlerdeutsche: Ein Kinotraum vom Dritten Reich. Ça ira Verlag, Freiburg 1994, ISBN 3-924627-40-1. (Sammelband mit Kritiken, teils schon vorher in anderen Publikationen erschienen, und der Abschrift einer Diskussion)
- Yosefa Loshitzky (Hrsg.): Spielberg’s Holocaust. Critical Perspectives on Schindler’s List, Indiana University Press, Bloomington 1997, ISBN 0-253-33232-X.
- Esther Margolis (Hrsg.): Testimony. The Legacy of Schindler’s List and the USC Shoah Foundation, Newmarket Press for IT Books, New York 2014, ISBN 978-0-06-228518-8.
- Nigel Morris (Hrsg.): A Companion to Steven Spielberg (Wiley Blackwell Companions to Film Directors, Nr. 16), John Wiley & Sons, Chichester 2017, ISBN 978-1-118-72681-5.
- Christoph Weiß (Hrsg.): „Der gute Deutsche“. Dokumente zur Diskussion um Steven Spielbergs „Schindlers Liste“ in Deutschland. Röhrig Universitätsverlag, St. Ingbert 1995, ISBN 3-86110-055-X. (Nachdruck von 65 deutschsprachigen Filmkritiken)

### Zeitschriften-, Sammelband- und Onlinebeiträge
- Frank Bösch: Film, NS-Vergangenheit und Geschichtswissenschaft. Von „Holocaust“ zu „Der Untergang“ (PDF; 891 kB). In: Vierteljahrshefte für Zeitgeschichte Nr. 1/2007, S. 1–32.
- Christoph Classen: Balanced Truth: Steven Spielberg’s Schindler’s List among History, Memory, and Popular Culture. In: History and Theory Nr. 2 von 2009 (48. Jg.), Themenausgabe 47, S. 77–102.
- Scott D. Denham: Schindler Returns to Open Arms: „Schindler’s List“ in Germany and Austria. In: German Politics & Society Nr. 1/1995 (13. Jg.), S. 135–146.
- Ora Gelley: Narration and the Embodiment of Power in “Schindler’s List”. In: Film Criticism Nr. 2 von 1997/98 (22. Jg.), S. 2–26.
- Manuel Köppen: Von Effekten des Authentischen – Schindlers Liste: Film und Holocaust. In: Manuel Köppen, Klaus R. Scherpe (Hrsg.): Bilder des Holocaust. Literatur – Film – Bildende Kunst (= Literatur – Kultur – Geschlecht, Kleine Reihe, Band 10), Böhlau Verlag, Köln und Wien 1997, ISBN 3-412-05197-7, S. 145–170.
- Jochen Kürten: Rückkehr ins Kino: „Schindlers Liste“. In: Deutsche Welle vom 26. Januar 2019.
- Ingrid Lohmann: Schindlers Liste Revisited oder „Den Holocaust Lehren“?. In: Helmut Schreier, Matthias Heyl (Hrsg.): „Daß Auschwitz nicht noch einmal sei …“. Zur Erziehung nach Auschwitz, Verlag Dr. R. Krämer, Hamburg 1995, ISBN 3-89622-001-2, S. 205–219.
- Frank Manchel: A Reel Witness: Steven Spielberg’s Representation of the Holocaust in Schindler’s List. In: The Journal of Modern History Nr. 1/1995 (67. Jg.), S. 83–100.
- William J. Niven: The reception of Steven Spielberg’s Schindler’s List in the German Media. In: Journal of European Studies xxv von 1995, S. 165–189.
- Eric Sterling: All Rules Barred: A Defense of Spielberg’s Schindler’s List. In: Film & History: An Interdisciplinary Journal of Film and Television Studies Nr. 2/2002 (32. Jg.), S. 62–71.
- Natan Sznaider: Die Amerikanisierung des Holocaust. In: Rainer Winter, Natan Sznaider, Ulrich Beck (Hrsg.): Globales Amerika? Die kulturellen Folgen der Globalisierung (= Cultural Studies, Nr. 4), transcript Verlag, Bielefeld 2003, ISBN 3-89942-172-8, S. 219–238.
- Patrizia Tonin: Shoah nach Spielberg. Holocaust und Hollywood, oder Schindlers Liste. In: Edith Dörfler et al. (Hrsg.): Medien & Zeit – Kommunikation in Vergangenheit und Gegenwart Nr. 3/1997: Film und Holocaust (PDF; 5,1 MB), S. 40–51.
- Matthias Weiß: Sinnliche Erinnerung. Die Filme ›Holocaust‹ und ›Schindlers Liste‹ in der bundesdeutschen Vergegenwärtigung der NS-Zeit. In: Norbert Frei, Sybille Steinbacher (Hrsg.): Beschweigen und Bekennen. Die deutsche Nachkriegsgesellschaft und der Holocaust (= Dachauer Symposien zur Zeitgeschichte, Bd. 1). Wallstein Verlag, Göttingen 2001, ISBN 3-89244-493-5, S. 71–102.
- Michael Wildt: Das Erfundene und das Reale. Historiographische Anmerkungen zu einem Spielfilm. In: Historische Anthropologie Nr. 2/1995 (3. Jg.), S. 324–334.

### Unterrichtsmaterialien
- Jüdisches Museum Frankfurt (Hrsg.): Eine Rettergeschichte. Arbeitsvorschläge zum Film »Schindlers Liste«. Pädagogisches Begleitheft zum Oskar-und-Emilie-Schindler-Lernzentrum im Museum Judengasse Frankfurt am Main, 2005, ISBN 3-9809814-1-X.
- Gottfried Kößler: Entscheidungen, Vorschläge und Materialien zur pädagogischen Arbeit mit dem Film „Schindlers Liste“. Fritz Bauer Institut, Frankfurt am Main 1995.
- Werner Schneider: Steven Spielberg: Schindler’s List: Ein filmanalytisches Projekt, Cornelsen Verlag, Berlin 2000, ISBN 3-464-02468-7.
- Vision Kino, Pädagogisches Zentrum Frankfurt, Universal Pictures Germany (Hrsg.): Unterrichtsmaterial zum Film (PDF; 1,2 MB), ca. 2019.
- A Guide to the film Schindler’s List (PDF; 1 MB). Facing History and Ourselves National Foundation Inc., Brookline 1994, ISBN 0-9615841-5-7.
- Schindler’s List as an Educational Tool. In: Webpräsenz von Yad Vashem.